# Otto Lilienthal

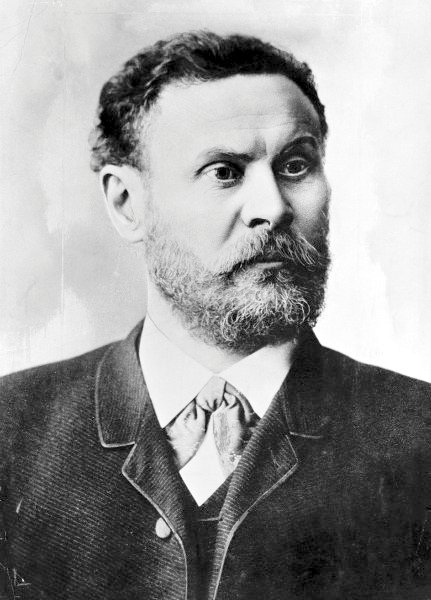
Otto Lilienthal

Karl Wilhelm Otto Lilienthal (* 23. Mai 1848 in Anklam, Provinz Pommern, Königreich Preußen; † 10. August 1896 in Berlin, Deutsches Kaiserreich) war ein deutscher Luftfahrtpionier. Er gilt als der erste Mensch, der erfolgreich und wiederholbar Gleitflüge mit einem Flugapparat (Gleitflugzeug) durchführte und dem Flugprinzip „schwerer als Luft“ damit zur ersten menschlichen Anwendung verhalf und so den Weg zu dessen späterem Erfolg bahnte. Seine experimentellen Vorarbeiten und erste Flugversuche ab 1891 führten zum Konzept der Tragfläche. Die Darstellung aerodynamischer Eigenschaften von Flügeln im Polardiagramm wurde von ihm entwickelt und wird bis heute eingesetzt. Die Produktion des Normalsegelapparates in seiner Maschinenfabrik in Berlin war die erste Serienfertigung eines Flugzeugs. Sein Flugprinzip war die Umsetzung von kinetischer Energie und auch potentieller Energie in Auftrieb und Vortrieb (Gleitflug).

## Leben und Werk

### Kindheit

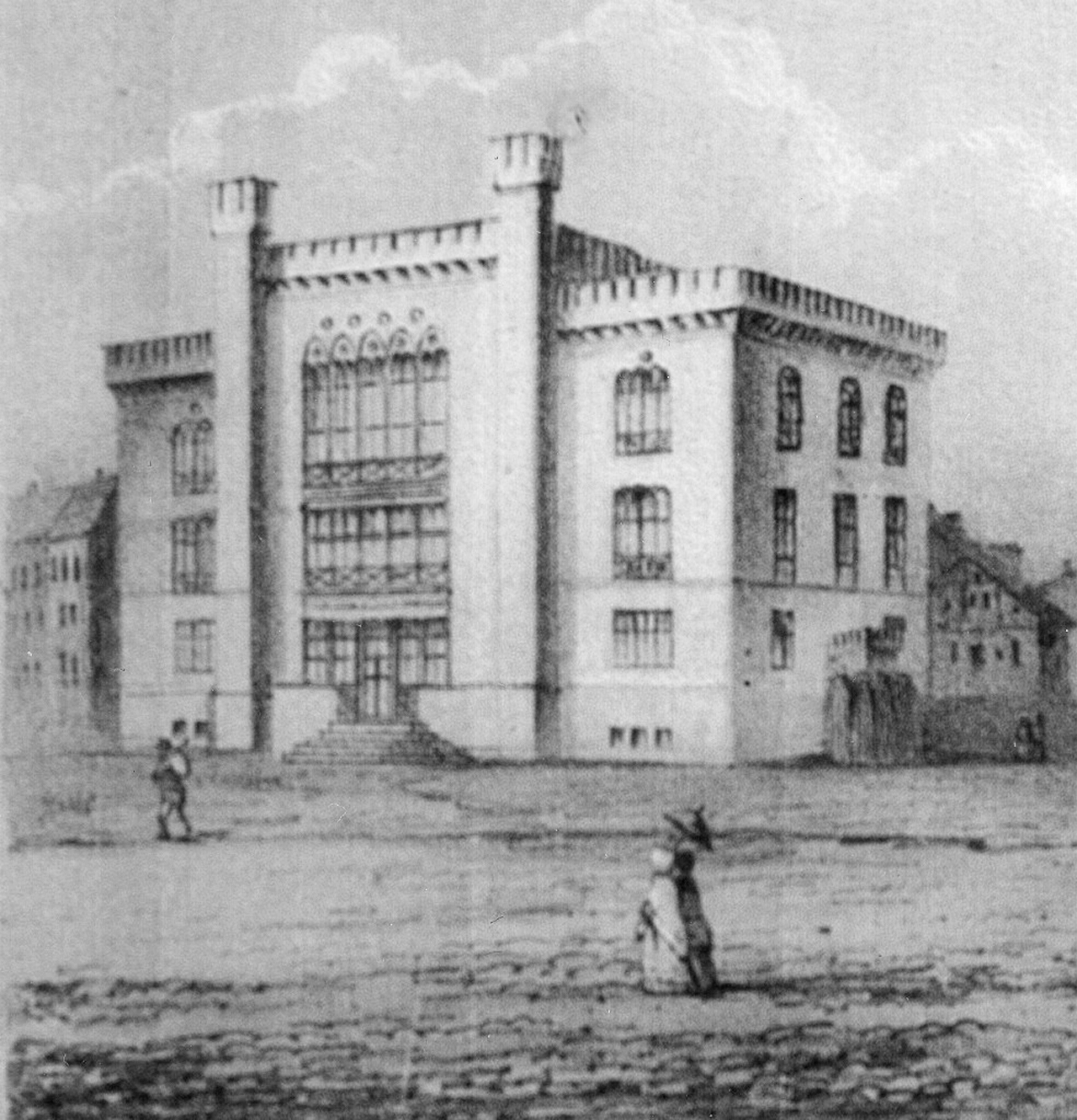
Gymnasiumsneubau von 1851, wo Otto und Gustav Lilienthal zunächst ihre Ausbildung erhielten

Otto Lilienthal wurde als erstes von acht Kindern des Kaufmanns Gustav Lilienthal (1817–1861) und dessen Frau Caroline, geb. Pohle, geboren. Lilienthals Urgroßmutter väterlicherseits war Charlotte von Tigerström (1773–1857), geb. von Balthasar, eine Enkelin des Greifswalder Generalsuperintendenten Jakob Heinrich von Balthasar. Fünf Geschwister starben im Alter von wenigen Monaten oder Jahren.
Der Vater war ein mathematisch und technisch begabter Mann, die Mutter hatte in Dresden und Berlin Musik studiert. Als die Familie in wirtschaftliche Schwierigkeiten geriet, beschloss sie die Auswanderung nach Amerika. Der plötzliche Tod des Vaters durchkreuzte den Plan der Übersiedlung. Dies geschah etwa sechs Wochen vor Otto Lilienthals 13. Geburtstag.
Der Mutter gelang es unter großen Anstrengungen, ihren Kindern eine gute Ausbildung zu ermöglichen. Ihre Söhne Otto und Gustav Lilienthal besuchten ab 1856 zunächst das Gymnasium in Anklam. Zu ihren Lehrern gehörte der Astronom Gustav Spörer. Flugversuche und -experimente sowie das Studium des Vogelflugs fielen bereits in diese Zeit.
Die Brüder blieben über zahlreiche Projekte und Erfindungen zeitlebens eng verbunden.

### Ausbildung
Ab 1864 besuchte Otto Lilienthal die Potsdamer Provinzialgewerbeschule (heute Humboldt-Gymnasium Potsdam). Nach zwei Jahren begann er ein Praktikum bei der Berliner Maschinenfabrik Schwartzkopff. Er lebte in dieser Zeit als „Schlafbursche“: Sein Bett musste er mit einem Droschken- und einem Rollkutscher teilen, wie er in einer Chronik berichtete.

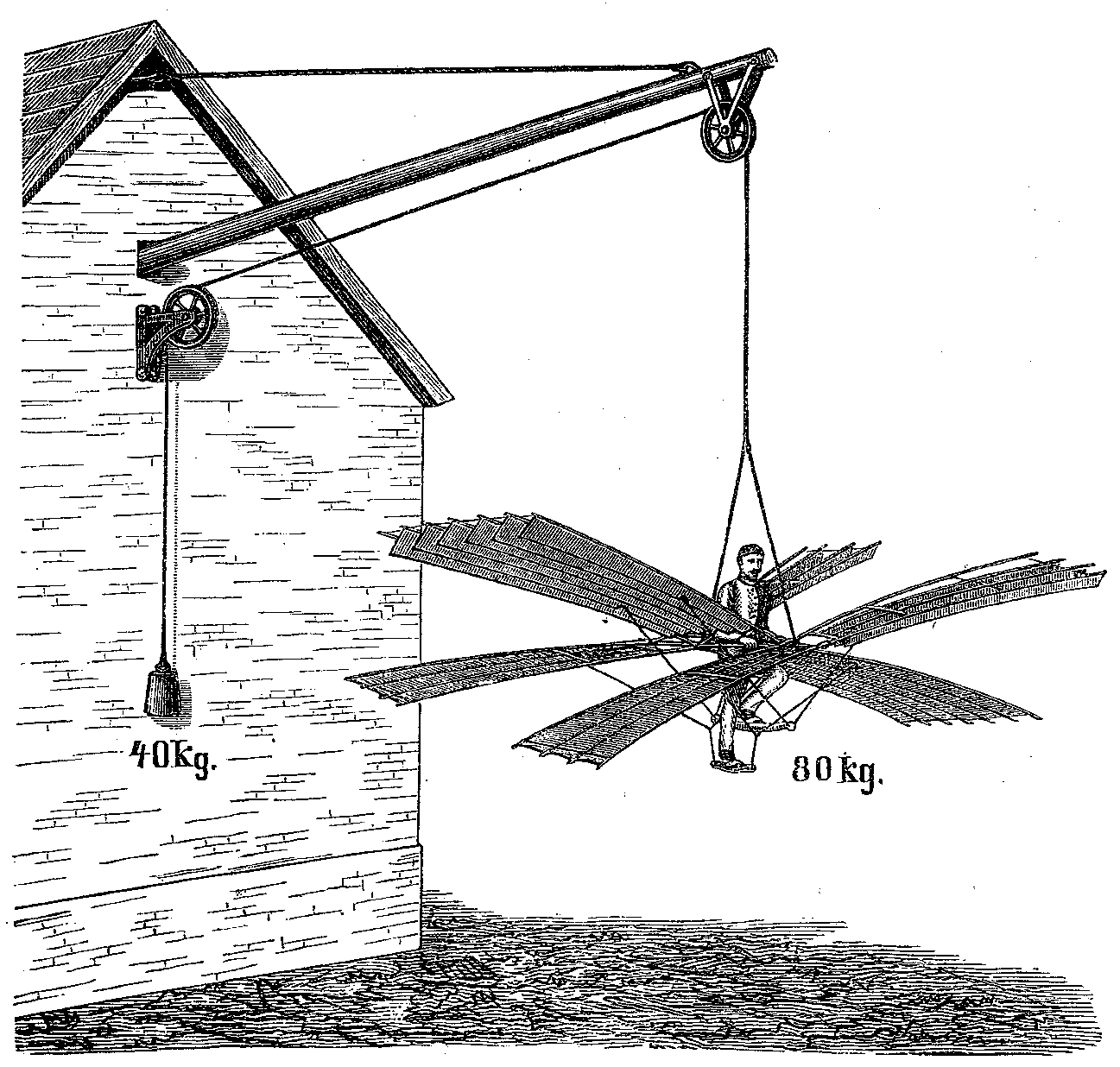
Flügelschlag-Experimente von Lilienthal in Altwigshagen bei Anklam, 1868

1867 und 1868 bauten die Brüder Lilienthal in Anklam Experimentiergeräte zur Erzeugung von Auftrieb durch Flügelschlag. Das Ergebnis war eine maximal hebbare Masse von 40 kg. Zu den entscheidenden Experimenten wurden die darauf folgenden Untersuchungen des gewölbten Flügels in der Luftströmung ohne Flügelschlag.
Der Zusammenhang zwischen Luftströmung und Auftrieb wurde zu dieser Zeit durch die Physik noch nicht zutreffend beschrieben. Beispielsweise untersuchte Hermann Helmholtz die Problematik und erklärte 1873 in einem Vortrag vor der Preußischen Akademie der Wissenschaften, dass „es kaum als wahrscheinlich zu betrachten [ist], dass der Mensch auch durch den allergeschicktesten flügelähnlichen Mechanismus, den er durch seine eigene Muskelkraft zu bewegen hätte, in den Stand gesetzt werden würde, sein eigenes Gewicht in die Höhe zu heben und dort zu erhalten“. Die Aussage wurde allerdings so missverstanden, als habe „die Wissenschaft nun ein für alle Mal festgelegt, dass der Mensch nicht fliegen könne“, wie Lilienthal in einem Vortrag ironisch konterte. (Mit Leichtbau-Werkstoffen und erheblichem Aufwand wurden in den 1960er und 1970er Jahren allerdings auch die ersten Muskelkraft-Flugzeuge verwirklicht.)
Im November 1867 begann Lilienthal ein Studium an der von Franz Reuleaux geleiteten Gewerbeakademie Berlin, aus der später die Technische Hochschule Charlottenburg hervorging, und bekam ein Stipendium, das seine Lebenssituation deutlich verbesserte. Auch seine flugtechnischen Ambitionen waren an der Schule nicht unerkannt geblieben. Nach Abschluss der Ausbildung 1870 schlug Lilienthal ein Angebot von Reuleaux aus, dessen Assistent zu werden. In mehreren Briefen aus dem Deutsch-Französischen Krieg, an dem Lilienthal als „Einjährig-Freiwilliger“ teilnahm, berichtet er seinem Bruder und seiner Mutter über die Luftballone, die das belagerte Paris verließen.

### Wege in die Selbständigkeit

Briefkopf der Maschinenfabrik Otto Lilienthal

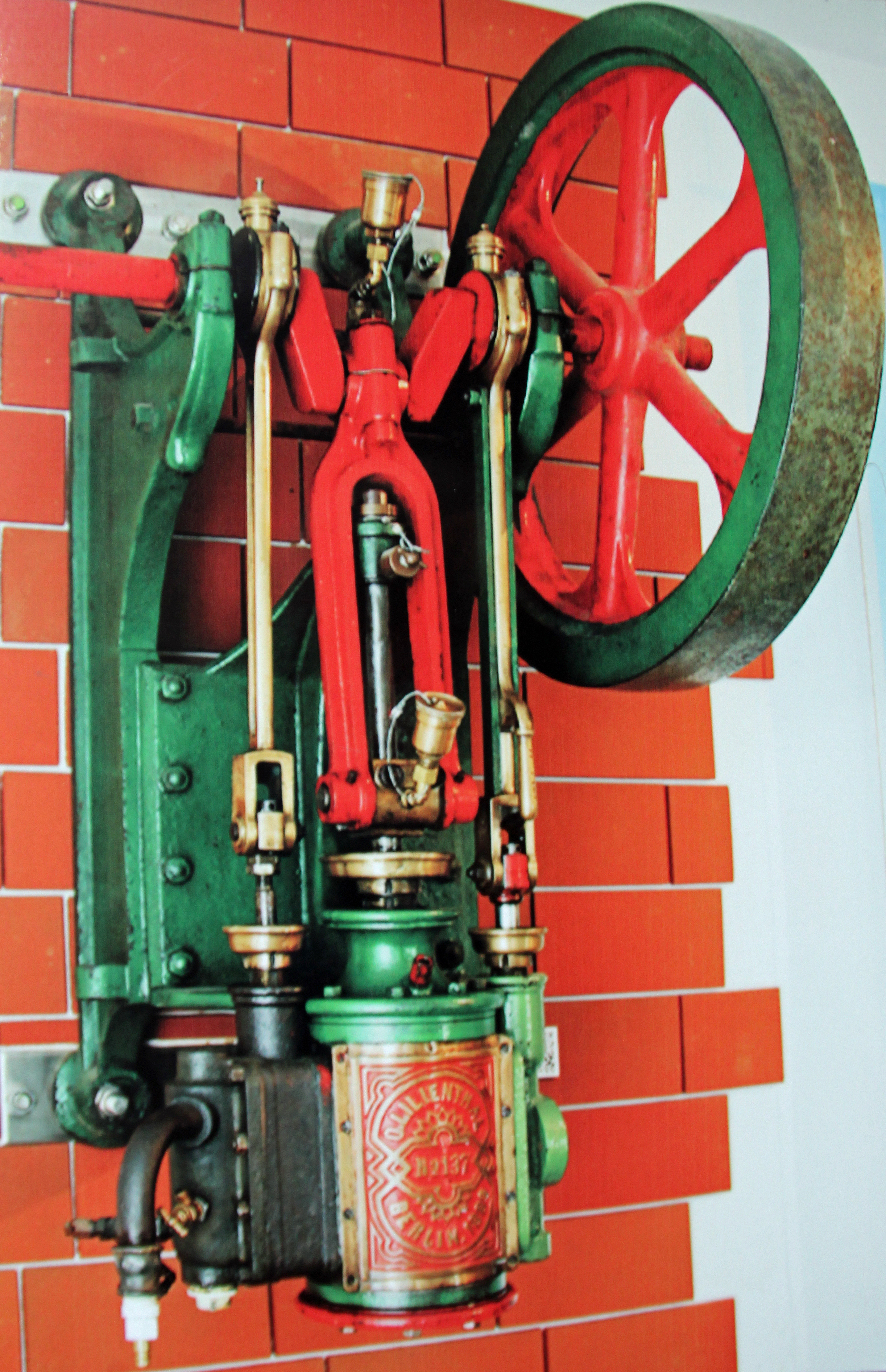
An der Wand montierte Dampfmaschine №137 der Maschinenfabrik O. Lilienthal Berlin von 1889

Die ersten Versuche der Brüder, mit einem eigenen Unternehmen Geld zu verdienen, waren nicht erfolgreich. Die Patentanmeldung für einen Stirlingmotor schlug fehl, das Patent auf eine Schrämmaschine für den Bergbau führte zwar zu einer Serienfertigung, jedoch nicht zu einem eigenen Unternehmen.
Am 11. Juni 1878 heiratete Lilienthal in Döhlen (heute Freital) Agnes Fischer (1857–1920), die Tochter eines Bergmanns, mit der er vier Kinder hatte. 1879 wurde der erste Sohn, Otto, geboren; es folgten 1884 die Tochter Anna, 1885 der Sohn Fritz und 1887 die Tochter Helene. 1879 entwickelte Otto mit seinem Bruder Gustav ein Baukastensystem für Kinder mit Steinen aus mineralischen, mit Leinöl gebundenen Bestandteilen. Eine eigene Vermarktung des Baukastensystems erwies sich als finanziell nicht lohnend. Friedrich Adolf Richter kaufte die Rechte an dem System und machte daraus den Anker-Steinbaukasten, der heute noch hergestellt wird.
1881 erhielt Lilienthal ein Patent für Schlangenrohrkessel, das den erhofften Erfolg brachte: Zusammen mit einer kleinen Wand-Dampfmaschine entstand der Lilienthalsche Kleinmotor, der ab 1883 in einem eigenen Betrieb hergestellt wurde, der schnell zur Fabrik mit bis zu 60 Mitarbeitern anwuchs. Ab 1894 stellte sie auch den Normalsegelapparat in Serie her und wurde damit zur ersten Flugzeugfabrik der Welt.
Das Unternehmen wurde – beeinflusst von den Ideen von Moritz von Egidy und Theodor Hertzka – überaus modern geführt. Schon 1890 wurden die Arbeiter mit 25 % am Reingewinn des Unternehmens beteiligt. Für diese Maßnahme wurden später die Carl-Zeiss-Werke und der Berliner Holzpflaster-Fabrikant Heinrich Freese bekannt. Aus einem Brief an Egidy stammt auch Lilienthals bekannt gewordene Vision vom Flugzeug als Mittel zur Völkerverständigung und zum ewigen Frieden.
Die Dampfkessel- und Maschinenfabrik Otto Lilienthal existierte unter diesem Namen noch bis zum Ersten Weltkrieg.
Eine interessante unternehmerische Episode ist auch Lilienthals Engagement für eine Volksbühne im Berliner Ostend-Theater, die ihn zum Theaterdirektor, Schauspieler und Autor werden ließ.

### Theoretische Vorarbeit zum Fliegen

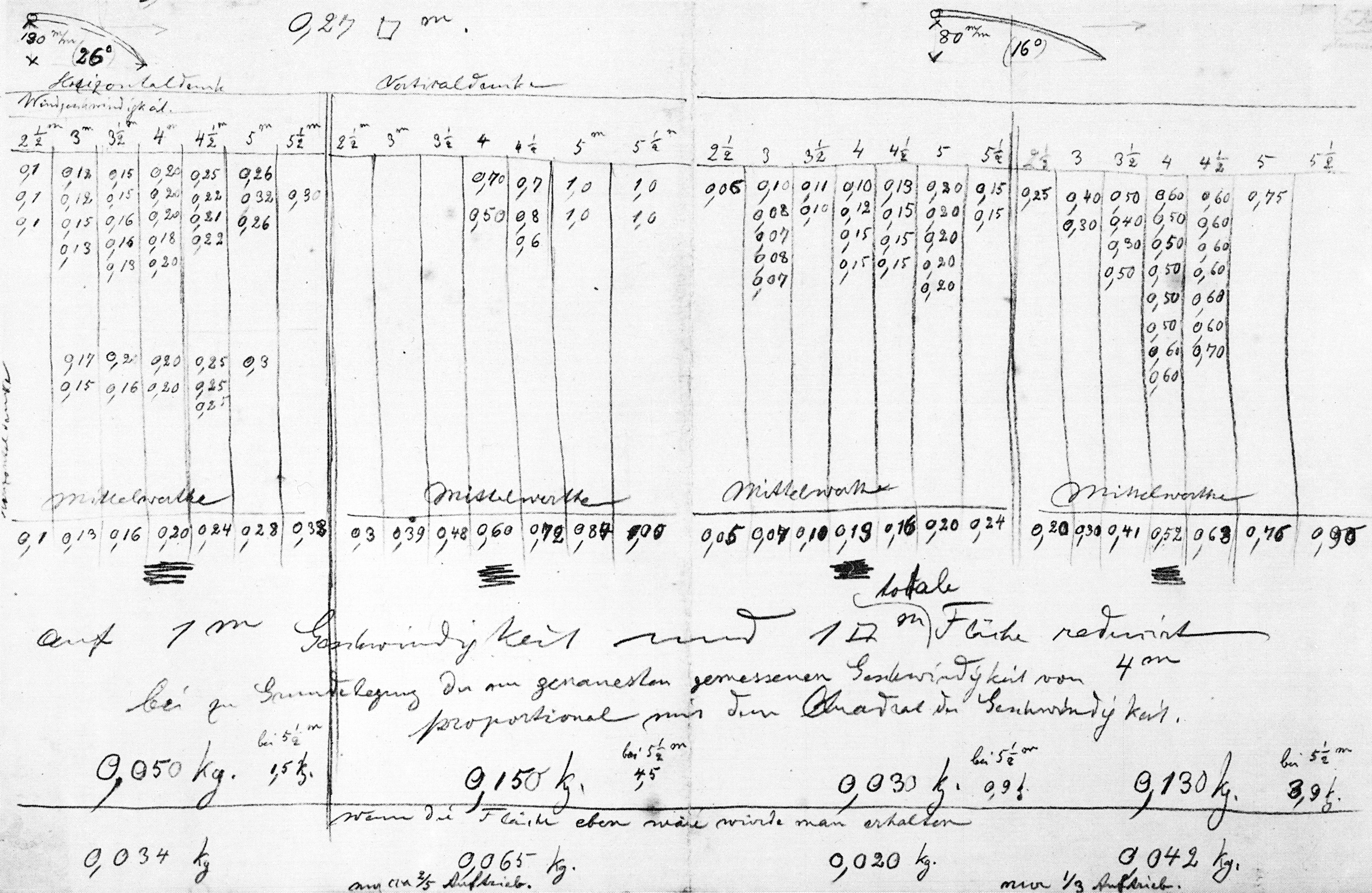
Eine Messreihenaufnahme Lilienthals von 1874 zur Auftriebsmessung an gewölbten Flächen mit Anstellwinkeln von 26 und 16 Grad mit Vergleich zu offensichtlich vorher ermittelten Werten an ebenen Flächen

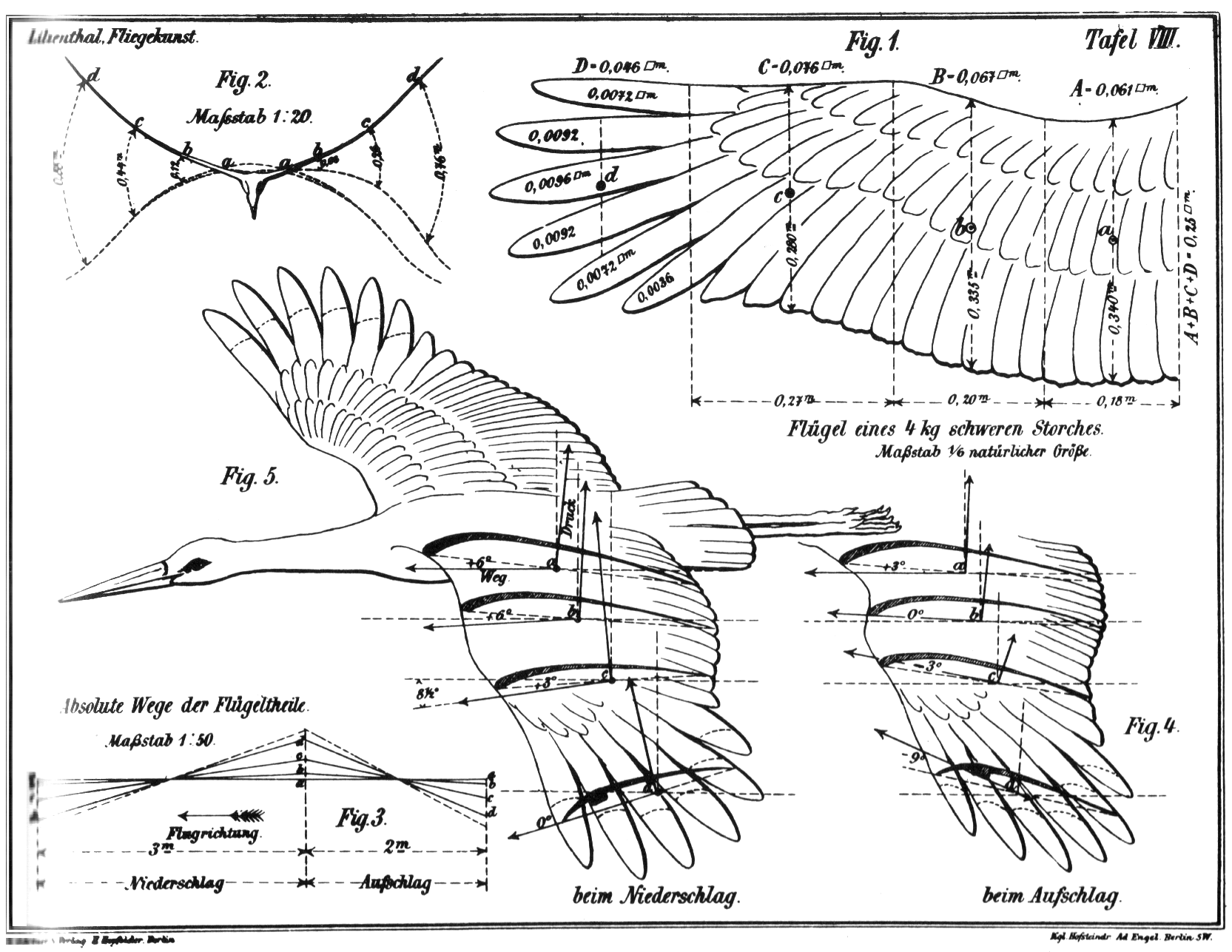
Unsere Lehrmeister im Fluge
Zeichnung Lilienthals in seinem Buch Der Vogelflug als Grundlage der Fliegekunst, 1889

Seit 1874 führte Otto Lilienthal unterstützt von seinem Bruder Gustav mit einem selbst entwickelten Rotationsapparat systematische Messungen zum Auftrieb an ebenen und gewölbten Flächen durch, die eindeutige Ergebnisse lieferten. Zum einen lieferten gewölbte Tragflächen im Vergleich zu ebenen Flächen bei relativ geringer Zunahme des Luftwiderstands in horizontaler Richtung ein Vielfaches an vertikalem Auftrieb, zum anderen wies die schwach gewölbte Vogelflügelform die günstigsten Widerstandswerte auf. Vor allem finanzielle Einschränkungen, aber auch der Zeitgeist verhinderten eine zeitnahe Veröffentlichung seiner Erkenntnisse.
Im Jahr 1889 veröffentlichte Lilienthal sein Buch Der Vogelflug als Grundlage der Fliegekunst, das heute als wichtigste flugtechnische Veröffentlichung des 19. Jahrhunderts gilt. Als geradezu prophetisch sollte sich eine der ersten Rezensionen des Buches erweisen:

„Die eigenartige Arbeit, welche uns in diesem Werke vorliegt, hebt ein gutes Stück jenes undurchdringlichen Schleiers, der uns seither die wahren Vorgänge des Vogelfluges so geheimnissvoll verhüllte, und gestattet uns einen tiefen Einblick in das grossartige Walten der Natur bei den Wundern des natürlichen Fluges. Zwei wissenschaftlich gebildete Techniker sind es, welche es sich zur Lebensaufgabe gemacht haben, all ihr Wissen und Können der Fliege-Idee zu widmen und unbeirrt und Schritt für Schritt einen Entdeckungsweg zu verfolgen, dessen Ergebniss in abgerundeter Form uns jetzt vorliegt. In ruhiger und stetiger Verfolgung ihres Zieles schritten die Brüder Lilienthal länger als zwei Jahrzehnte auf der Bahn ihres Forschens dahin […]. Der Vorzug dieser Arbeiten ist, dass sie nicht am Schreibtische entstanden, sondern im physikalischen Laboratorium und auf dem Versuchsfelde. Sie stellen keine Speculationen und Projecte von nur theoretischem Werthe auf, sondern bewegen sich auf einem durchaus praktischen Boden. Das aber macht dieses Werk unentbehrlich für Jeden, der überhaupt in irgend einer Weise mit flugtechnischen Fragen sich beschäftigen will; denn es ist nicht denkbar, dass ohne Benützung des in diesem Werke gebotenen Materiales eine wirkliche Berechnung aus dem Gebiete des dynamischen Fluges begründet werden könnte […].“

Dennoch war die zeitgenössische Aufmerksamkeit für das Buch gering, da die breite Öffentlichkeit die Luftfahrt nach dem Prinzip Leichter-als-Luft, die Weiterentwicklung des Ballons zum Luftschiff, favorisierte. Lilienthal dagegen bezeichnete dies als Irrweg und betonte: „Die Nachahmung des Segelflugs muss auch dem Menschen möglich sein, da er nur ein geschicktes Steuern erfordert, wozu die Kraft des Menschen völlig ausreicht.“ Lilienthal entwickelte seine Theorie ausschließlich aus eigenen Experimenten. Vermutlich war ihm auch das 1881 in Frankreich veröffentlichte, ähnlich intendierende Buch Das Reich der Lüfte (L’empire de l’air) von Louis Mouillard unbekannt.
Die Brüder hatten erkannt, dass dem Flügelquerschnitt eine wichtige Bedeutung zukam: „Die wichtigste Erkenntnis dieser Jahre war die Entdeckung, dass gewölbte Tragflächen einen größeren Auftrieb liefern als ebene.“ Das charakteristische Flügelprofil der Vögel war auch anderen Flugtechnikern nicht entgangen, aber die Lilienthals haben sie erstmals mit exakten Messungen verbunden. Die Brüder Wright sagten später über Lilienthals Tabellen, sie seien über zwei Jahrzehnte das Beste gewesen, das gedruckt vorlag. Das Vorgehen Lilienthals („Vom Schritt zum Sprung, vom Sprung zum Flug“) ermöglichte schließlich den erfolgreichen Gleitflug. Im Verein zur Förderung der Luftschifffahrt, dem Lilienthal schon seit 1886 angehörte, erklärte er sein Vorgehen: „Es gibt nichts Verkehrteres, als auf Grund theoretischer Arbeiten sogleich eine Flugmaschine fix und fertig bauen zu wollen. Beim Herumraten und planlosen Probieren komme für die Fliegekunst überhaupt nichts heraus. Der Übergang müsse vielmehr planvoll und schrittweise erfolgen.“

### Gleitflüge

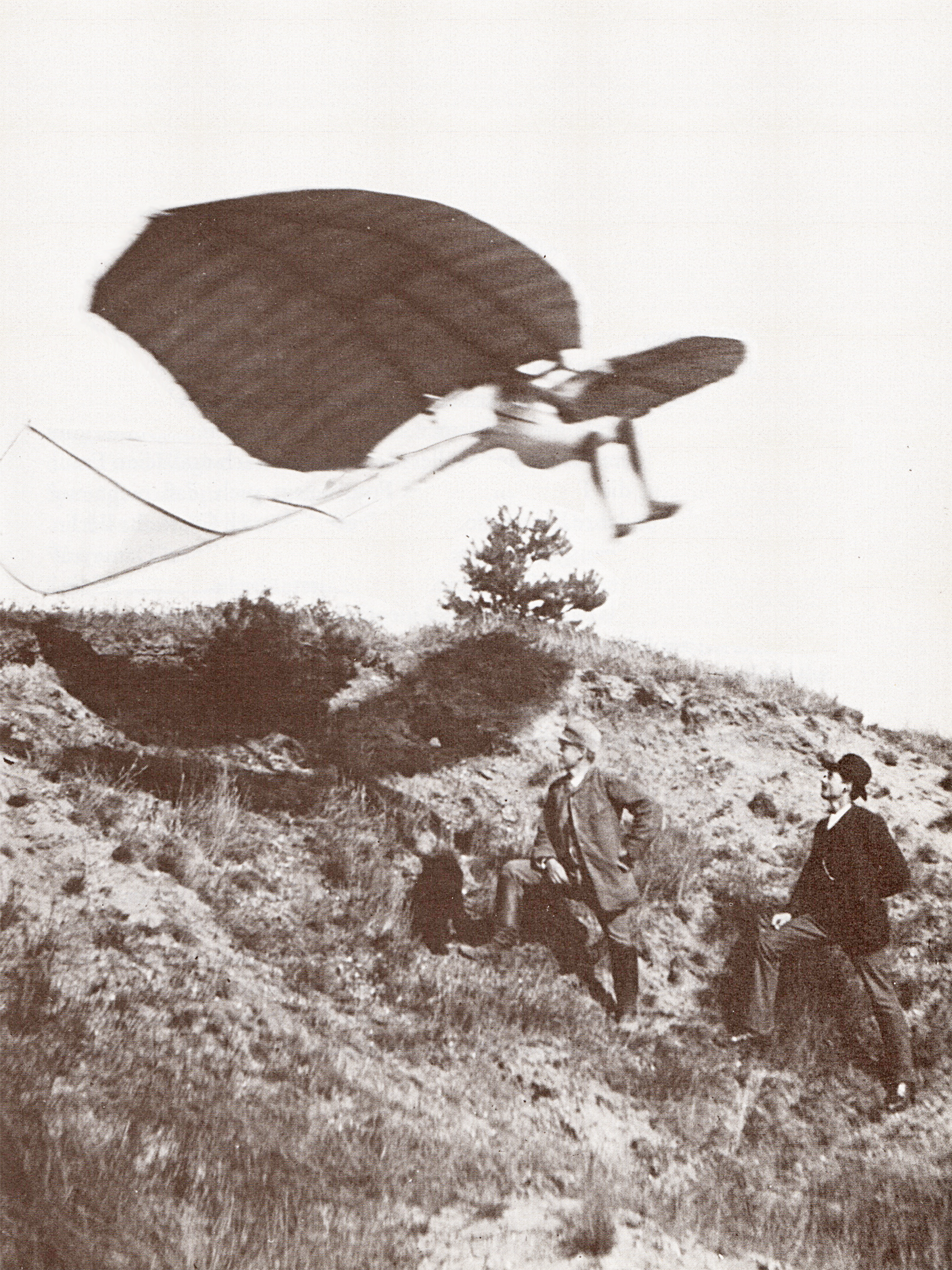
Versuchsflug mit Lilienthal als Testpilot des Derwitzer Apparats, Sandgrube am Spitzen Berg zwischen Derwitz und Krielow, 1891 (Carl Kassners Aufnahmen von Lilienthal 1891 sind die ersten Fotografien eines fliegenden Menschen.)

Mit der Veröffentlichung seines Buches betrachtete Otto Lilienthal das theoretische Fundament als ausreichend, um zu praktischen Gleitflugübungen überzugehen. Daran nahm sein Bruder Gustav nicht mehr teil. Infolgedessen ist der erste Menschenflug heute ausschließlich mit dem Namen Otto Lilienthal verbunden, wenngleich sein Bruder an den Vorarbeiten beteiligt war.
Den Versuchen dienten mit gewachstem Baumwollstoff (Schirting) bespannte Rahmen aus Weidenholz mit 6 bis 10 m Spannweite, ca. 14 m² Tragfläche und einer größten Flügeltiefe von 2,5 m. Lilienthal begann mit Stehübungen gegen den Wind, gefolgt von Sprüngen vom Sprungbrett im Garten seines Hauses. Ab Frühjahr 1891 nutzte Lilienthal das als „Flugplatz“ geeignete Gelände einer aufgelassenen Sandgrube am Nordhang des Spitzen Berges (Gemarkung Krielow) zwischen Derwitz und Krielow. Dort kam es mit dem Derwitzer Apparat zu 25 m weiten Gleitflügen, wobei er jeden Flug auswertete und den Apparat kontinuierlich verbesserte. Beispielsweise erhöhten vertikale und horizontale Schwanzflächen die Stabilität. Die Flugversuche in Derwitz begleitete der Meteorologe Carl Kassner, der sie auch fotografisch dokumentierte.
1892 diente eine Sandgrube in den Rauhen Bergen im heutigen Berliner Ortsteil Steglitz und 1893 eine künstliche Fliegestation ebenfalls in Steglitz als Flugplatz. Ab 1893 wurden mehrere Hügel in den Rhinower Bergen bei Stölln, heute Teil der Gemeinde Gollenberg zwischen Rathenow und Neustadt (Dosse), zum Übungsgelände. Dort gelangen Flugweiten bis 250 Meter. 1894 ließ Lilienthal in Lichterfelde, damals bei Berlin, einen 15 m hohen Hügel aufschütten, den noch heute existierenden Fliegeberg, an dem ihm tausende Flüge bis ca. 80 m Weite gelangen. Als Helfer während dieser Jahre sind die Mitarbeiter seiner Fabrik Paul Beylich, sein Fluggerätemonteur, Hugo Eulitz und Paul Schauer belegt.

### Bau von Flugapparaten

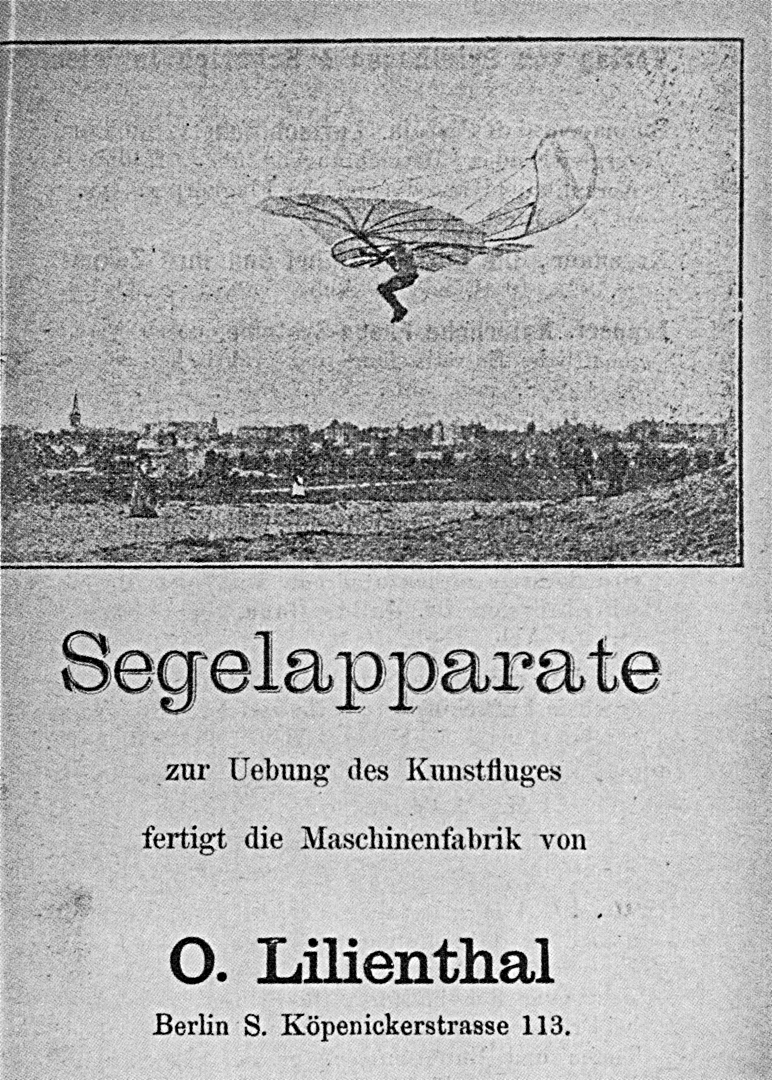
Segelapparate Werbung der Maschinenfabrik O. Lilienthal, 1895

Insgesamt baute Otto Lilienthal in seinem Leben mindestens 21 Flugapparate, darunter auch Flügelschlagapparate. 1894 ging eines dieser Gleitflugzeuge, der sogenannte Normalsegelapparat, in Serienproduktion. Ab 1895 flog er zwei verschiedene Doppeldecker mit 5,5 bis 7 m Spannweite und 25 m² Tragfläche. Ab 1893 konstruierte er auch Flügelschlagantriebe mit Kohlensäuremotor. Ein neuer großer Flügelschlagapparat war 1896 erprobungsbereit, kam aber nicht mehr zum Einsatz.

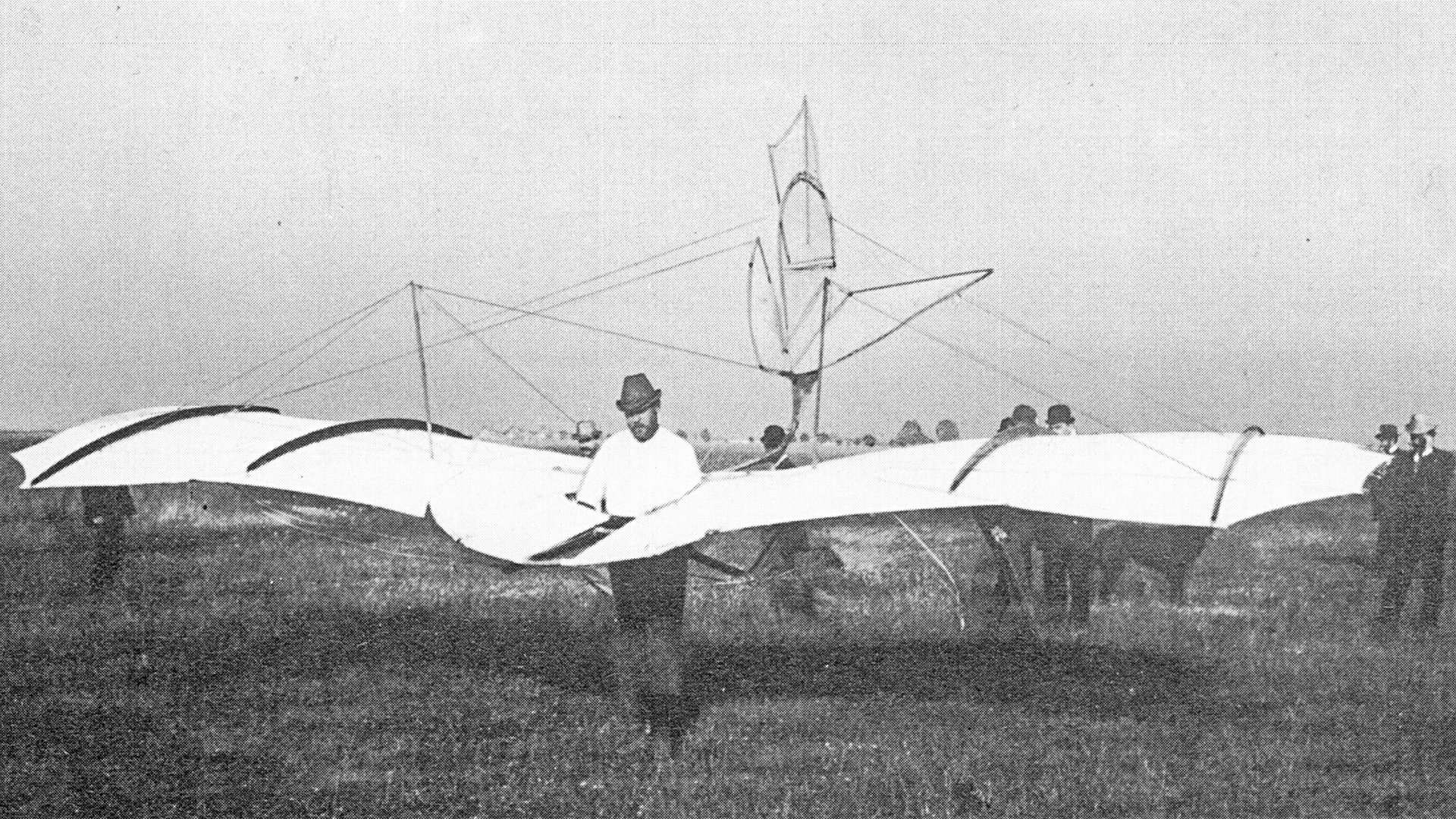
Der Normalsegelapparat von 1893 (Bild 1895) – vier aufgeschobene Profilschienen fixieren das Tragflächenprofil
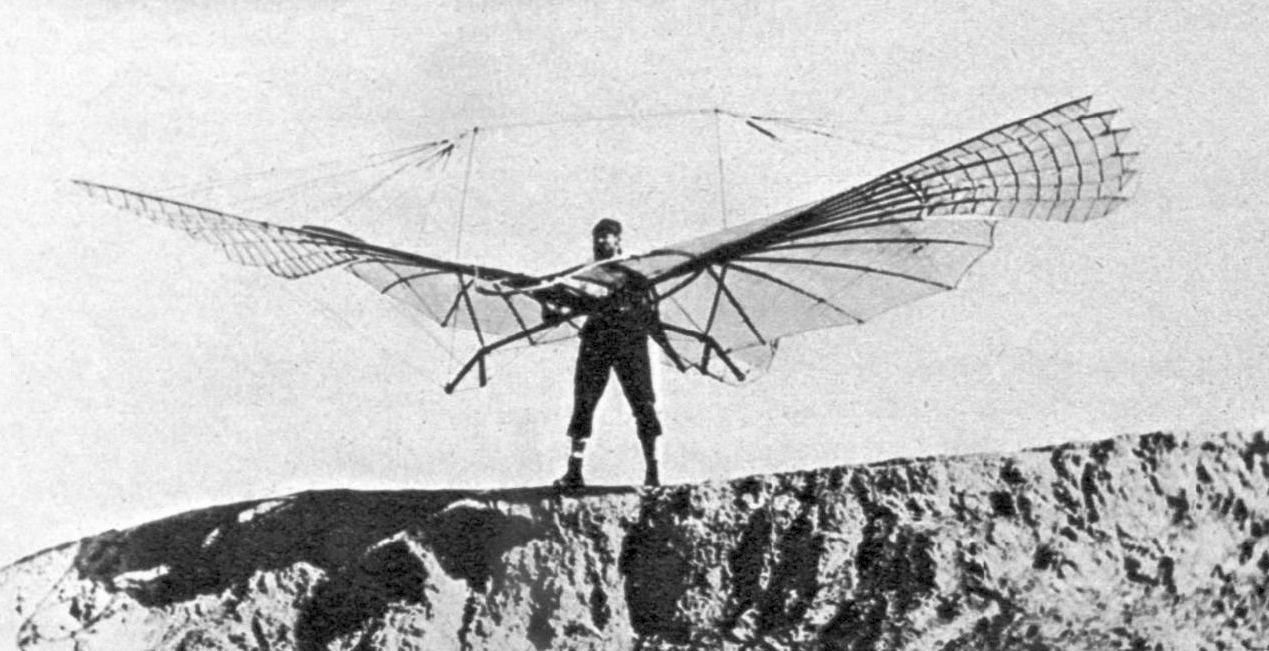
Lilienthal mit Flügelschlagapparat am 16. August 1894
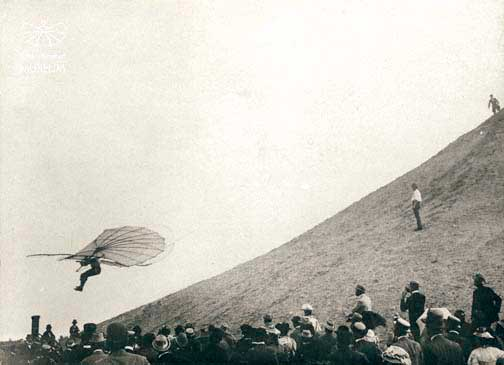
Flug Lilienthals vom Fliegeberg Lichterfelde am 29. Juni 1895
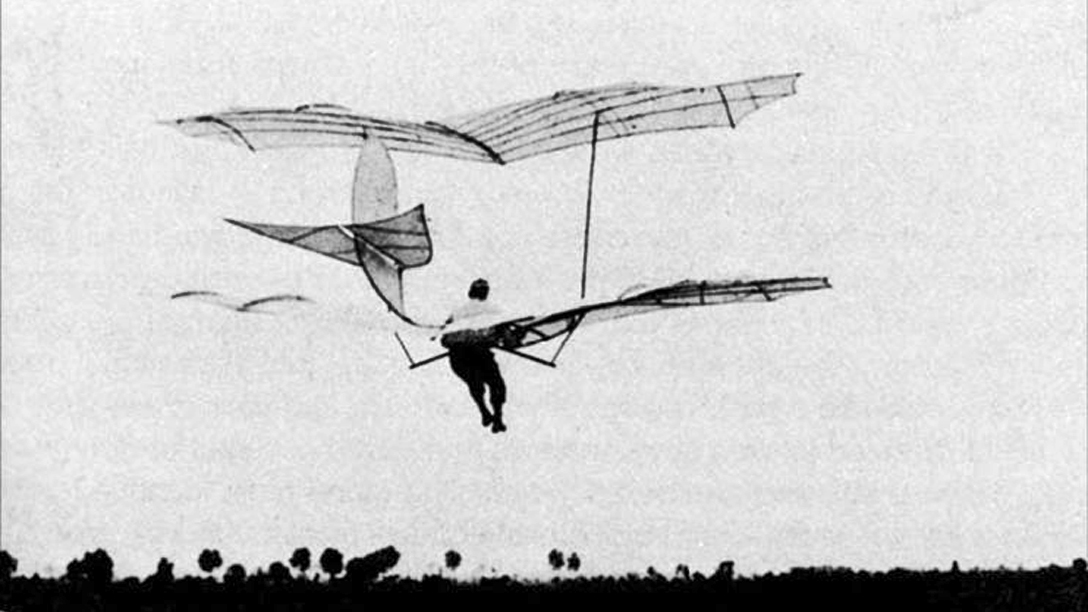
Lilienthal am 19. Oktober 1895 mit seinem größeren Doppeldecker. Diese Aufnahme wurde noch im gleichen Jahr in der illustrierten Wochenschrift Prometheus veröffentlicht.

### Resonanz
Über Lilienthals Flüge wurde im In- und Ausland berichtet; die sensationellen Flugfotografien erschienen in wissenschaftlichen und populären Veröffentlichungen vieler Länder. Zu seinen Fotografen gehörten z. B. die Fotografie-Pioniere Ottomar Anschütz, Richard Neuhauss und der amerikanische Physiker Robert Williams Wood.
Lilienthal informierte im Verein zur Förderung der Luftschifffahrt über seine Ergebnisse, und regelmäßig erschienen seine Artikel in der Zeitschrift für Luftschifffahrt und Physik der Atmosphäre sowie in der populären Wochenschrift Prometheus, die über die Fortschritte in Gewerbe, Industrie und Wissenschaft berichtete. Übersetzungen erschienen in den USA, in Frankreich und Russland. Zahlreiche in- und ausländische Besucher kamen nach Berlin, darunter im August 1895 Samuel Pierpont Langley aus den USA, Nikolai Jegorowitsch Schukowski aus Russland, Percy Pilcher aus England und Wilhelm Kress aus Österreich.
Lilienthal führte eine umfangreiche flugtechnische Korrespondenz, darunter mit Octave Chanute, James Means, Alois Wolfmüller und anderen Flugpionieren.

### Lilienthals Zuversicht in die Entwicklung des Fluges
“Die Grenzen der Länder würden sich verlieren, weil sie sich nicht mehr absperren lassen, die Unterschiede der Sprache würden mit der zunehmenden Beweglichkeit der Menschen sich verwischen. Die Landesverteidigung, weil zur Unmöglichkeit geworden, würde aufhören, die besten Kräfte des Staates zu verschlingen, und das zwingende Bedürfnis, die Streitigkeiten der Nationen auf andere Weise zu schlichten als mit blutigen Kämpfen um die imaginär gewordenen Grenzen, würde uns den ewigen Frieden verschaffen.”

### Der letzte Flug

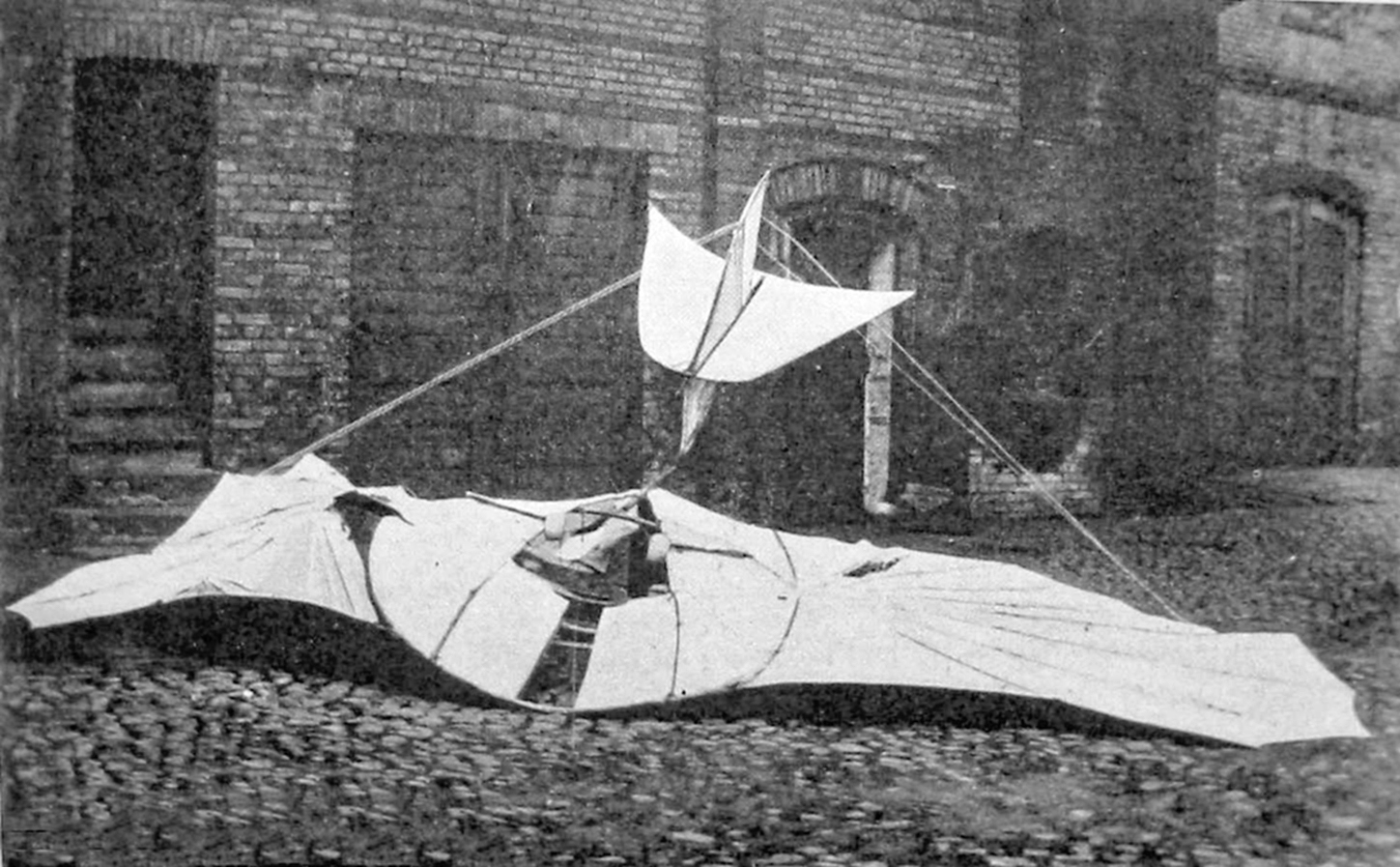
Der beschädigte Flugapparat, 1896

Am 9. August 1896 stürzte Lilienthal bei Stölln am Gollenberg aus etwa 15 m Höhe ab. Ursache war eine „Sonnenbö“ (eine thermische Ablösung), deren Aussteuerung ihm nicht gelang, und nicht etwa ein Konstruktionsfehler. Zum Unfall dürfte beigetragen haben, dass Lilienthal seine Flugdistanzen immer wieder zu vergrößern versuchte, wozu er mit erhöhtem Anstellwinkel und damit langsamer fliegen musste. Jahre später schilderte sein Monteur Beylich in einer Tonaufnahme die entscheidende Phase des Unfalls:

„Lilienthal flog ab, und wie er ein Stück geflogen war, steht er oben in der Luft vollständig still. Und dann sehe ich, daß er mit den Beinen so schlenkert, hin- und herschlenkert, um den Apparat in Bewegung zu bringen. Mit einem Mal kriegt der Apparat die Neigung nach vorne und saust runter. Schlägt auf, und das Unglück war passiert.“

Lilienthal war nach dem Absturz bei Bewusstsein. Beylich berichtete später als Augenzeuge, Lilienthal habe unmittelbar nach dem Absturz gesagt: „Ist nicht so schlimm, kann mal vorkommen. Ich muss mich etwas ausruhen, dann machen wir weiter.“
Lilienthal wurde mit einem Pferdewagen in einen Gasthof im nahegelegenen Ort Stölln gebracht, später in ärztlicher Begleitung im Güterwagen liegend nach Berlin transportiert. Während des Transports fiel er ins Koma. Am folgenden Tag, dem 10. August 1896, starb er in der Berliner Universitätsklinik. Eine staatsanwaltschaftliche Sektion ergab, dass Lilienthal beim Aufprall eine Fraktur des dritten Halswirbels erlitten hatte. Neuere Untersuchungen halten eine Hirnblutung als eigentliche Todesursache für wahrscheinlicher.
Vom abgestürzten Flugapparat sind Fotos erhalten, aufgenommen vermutlich im Rahmen der polizeilichen Untersuchung auf dem Hof der Maschinenfabrik Lilienthal.

### Grabstätte

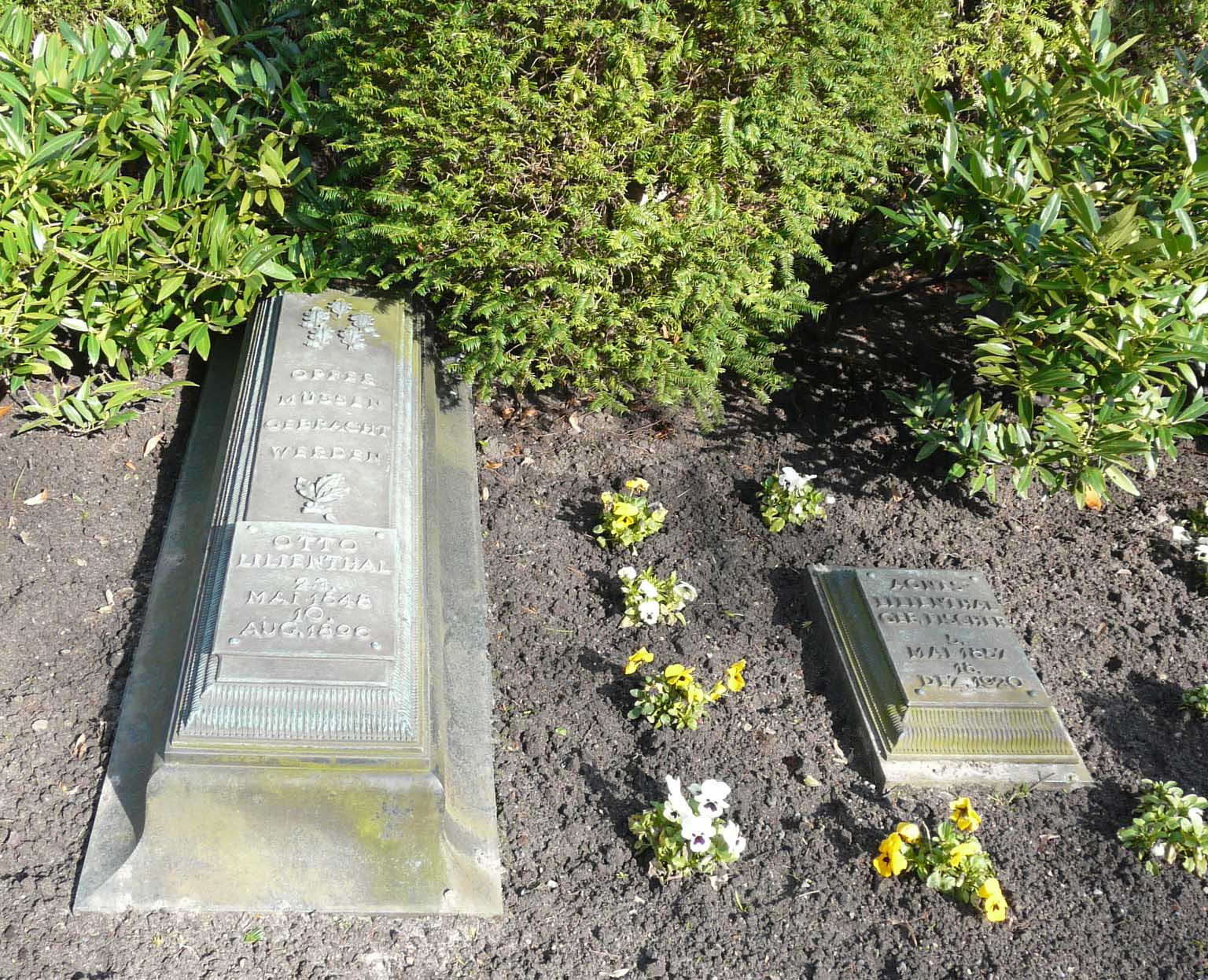
Grab von Otto und Agnes Lilienthal

Das Grab Otto Lilienthals und seiner Ehefrau Agnes, die am 18. Dezember 1920 starb, befindet sich auf dem Berliner Friedhof Lankwitz. Es ist ein Ehrengrab des Landes Berlin.
Auf Otto Lilienthals Grabplatte steht der Satz: „Opfer müssen gebracht werden.“ Diese Inschrift wurde erst 1940 bei der Umgestaltung des Grabes angebracht. Oft wird dieser Satz als die letzten Worte Lilienthals gehandelt. Das ist aber unwahrscheinlich. Mit dem Satz „Opfer müssen gebracht werden“ hatte er wohl eher seine fliegerische Tätigkeit gegenüber seiner Frau gerechtfertigt, die unter seinem großen zeitlichen Engagement für die Flugversuche litt.

## Rezeption

### Bedeutung als Flugpionier
Lilienthal gilt weithin als „erster Flieger der Menschheit“. Diese Klassifizierung ist jedoch problematisch, da man nach chinesischen Quellen davon ausgehen sollte, dass bemannte Fluggeräte nach dem Prinzip schwerer als Luft in Form von Drachen bereits vor 2500 Jahren möglich waren. Über freie oder gesteuerte Flüge aus jener Zeit ist allerdings nichts bekannt. Ein sehr bekannter, lange vermutlich unterbewerteter Vorgänger Lilienthals war Albrecht Ludwig Berblinger, der „Schneider von Ulm“, mit seinem Flugversuch im Jahr 1811. Vom Vater der Aerodynamik, dem Engländer George Cayley, wird berichtet, dass er 1852 ein von ihm entworfenes Fluggerät mit einem Hausangestellten als Piloten in einen Gleitflug versetzt hat. Ähnliches wird über den Franzosen Jean Marie Le Bris für 1856 berichtet, und der US-Amerikaner John Joseph Montgomery soll 1884 seine ersten kontrollierten Flüge unternommen haben. Andere glaubhafte, aber auch phantastische Überlieferungen von Flugversuchen sind weit verbreitet.
Dennoch darf Otto Lilienthal als derjenige gelten, der das Flugproblem gelöst hat. Er war der Erste, der die Wirkung verschiedener Flügelprofile systematisch vermaß und dokumentierte. Er war der Erste, der aufbauend auf diesen Messungen kontrolliert geflogen ist und seine Erkenntnisse regelmäßig publizierte. Die Zahl seiner Flüge ist unbekannt, wird aber auf mindestens 2000 geschätzt. Und schließlich war er der erste, der einen Flugapparat zur Serienreife entwickelte und verkaufte. Die Brüder Wright haben diese Rolle Lilienthals ausdrücklich hervorgehoben.
Viele Flugpioniere wie zum Beispiel Augustus Herring und Ferdinand Ferber arbeiteten nach seinem Tod nach seiner Methode weiter. Die wichtigste Entwicklungslinie führt über Chanute und Herring zu den Brüdern Wright.
Nikolai Jegorowitsch Schukowski schrieb in einem Zeitschriftenaufsatz 1897: „Die wichtigste Erfindung der letzten Jahre auf dem Gebiet der Luftfahrt ist der Flugapparat des deutschen Ingenieurs Otto Lilienthal.“
Der französische Luftfahrtpionier Ferdinand Ferber schrieb 1905: „Seit der Deutsche Lilienthal 1891 die ersten fünfzehn Meter in der Luft zurückgelegt hat, sind die Flieger im Besitz einer Methode, mit der sie arbeiten können.“
Nach Wilbur Wrights Tod am 30. Mai 1912 veröffentlichte der Aero Club of America im September 1912 einen Aufsatz zu Otto Lilienthal von Wilbur Wright:

„Von allen, die das Problem des Fliegens im 19. Jahrhundert behandelten, war Otto Lilienthal zweifelsfrei der Bedeutendste. […] Niemand tat so viel dafür, das Problem des menschlichen Fluges in die freie Luft zu überführen, wohin es gehört. […] Als Forscher war er unter seinen Zeitgenossen ohne Konkurrenten. Er entschlüsselte die Vorteile der gewölbten Fläche so überzeugend, dass er als ihr eigentlicher Entdecker gelten kann. Andere haben die Wölbung des Vogelflügels bemerkt und über die Möglichkeit spekuliert, dass ein gewölbter Flügel einem völlig glatten überlegen sei. Lilienthal demonstrierte den Grund für diese Überlegenheit und machte aus der puren Spekulation akzeptiertes Wissen. […] Aber, wo immer seine Grenzen lagen, er war ohne Zweifel der Größte der Vorläufer, und die Welt steht tief in seiner Schuld.“

### Nachlass und Museen

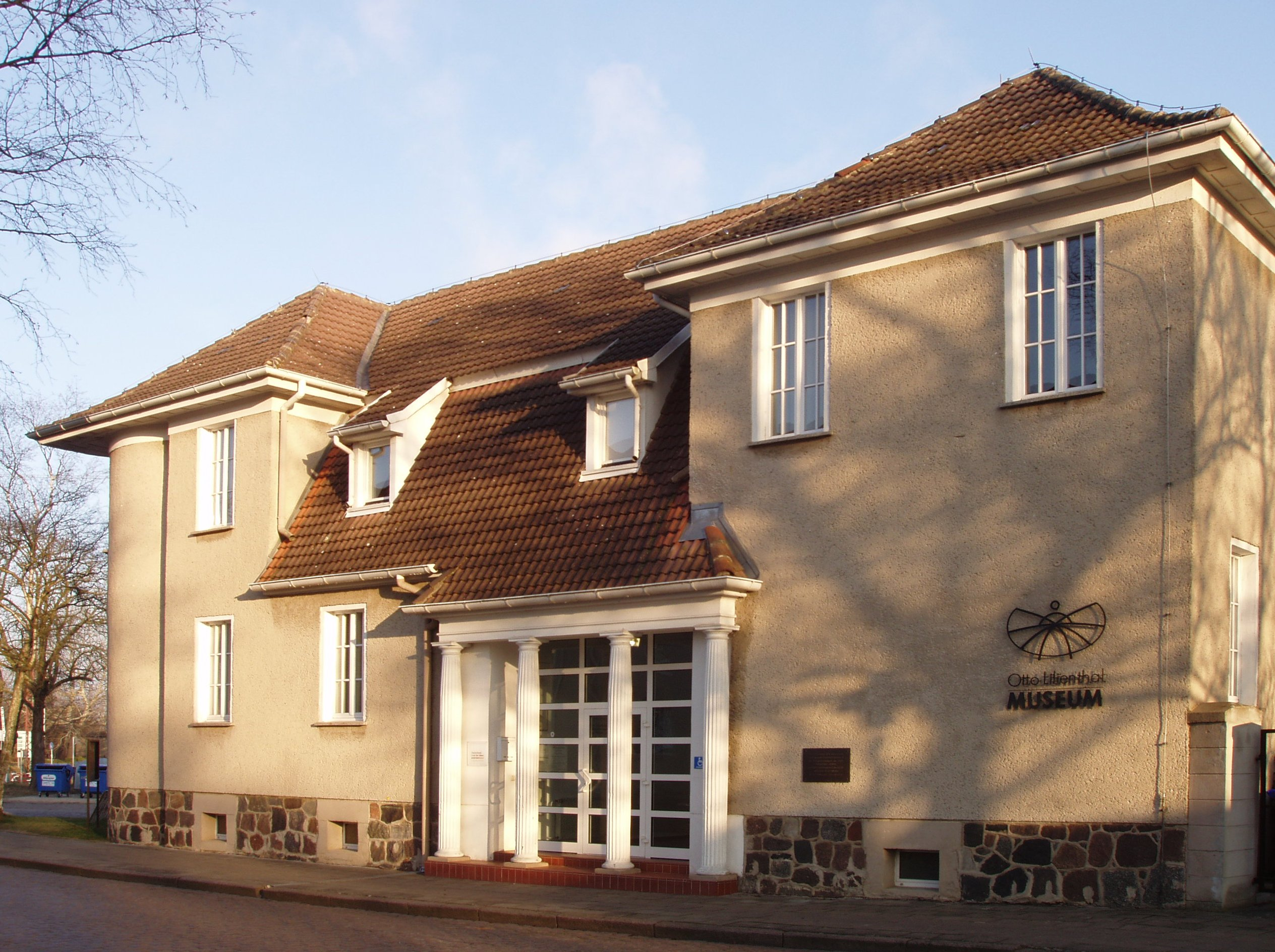
Otto-Lilienthal-Museum in Anklam

Wesentliche Nachlassteile befinden sich heute im Deutschen Museum, im Otto-Lilienthal-Museum und anderen Sammlungen. Original-Flugapparate sind in Wien (Technisches Museum), Washington (National Air and Space Museum), Moskau (Schukowski-Museum), London (Science Museum) und München (Deutsches Museum) erhalten. Das Anklamer Otto-Lilienthal-Museum zeigt eine vollständige Sammlung aller Flugapparate und Experimentiergeräte und informiert über Leben und Werk des vielseitigen Erfinders. Seit 2011 gibt es in Stölln das Lilienthal-Centrum mit einer Ausstellung über Leben, Werk und Flugzeugbau Lilienthals.

### Gedenkstätten
1914 wurde am Teltowkanal in Berlin ein erstes Lilienthal-Denkmal von Peter Breuer mit dem Motiv einer Ikarus-Figur eingeweiht.
Der Fliegeberg in Lichterfelde wurde 1932 von Fritz Freymüller zur Lilienthal-Gedenkstätte umgestaltet.
In Lilienthals Geburtsstadt Anklam wurde 1982 eine 16 Meter hohe Stele aus Polyesterharz von Walther Preik errichtet.
In der Nähe des Ortes der ersten Flüge wurde 1991 ein von Wilfried Statt geschaffenes Denkmal (52° 24′ 45″ N, 12° 49′ 13″ O) eingeweiht. Die eigentliche Stelle der ersten Flüge am Spitzen Berg (52° 24′ 48″ N, 12° 49′ 22″ O) ist durch großflächigen Kiesabbau in den Jahren 1904–1906 verloren gegangen – und in den 1930er Jahren wurde östlich davon der ganze Spitze Berg abgebaggert. Da außerdem der originale, veränderte Standort heute bewaldet ist, wählte man für das Denkmal eine Stelle westlich davon auf dem Windmühlenberg, einem niedrigeren Nebengipfel des Spitzen Berges, in der Nähe der damaligen Windmühle, wo Lilienthal seine Fluggeräte untergestellt hatte.

Zu Ehren der 120-jährigen Wiederkehr des ersten Menschenfluges wurde 2011 von der Gemeinde ein weiterer Gedenkstein eingeweiht, allerdings entgegen dem Rat von Experten an einem falschen Standort (52° 24′ 44″ N, 12° 49′ 26″ O) am Rand der erst in den 1930er Jahren entstandenen Kiesgrube, wo Lilienthal damals gar nicht fliegen konnte.
Seit Mai 2006 markiert ein Denkmal in Berlin (Köpenicker Straße) den Ort, an dem sich die Maschinenfabrik „Otto Lilienthal“ befand.
Weitere Lilienthal-Denkmäler befinden sich in Anklam, Stölln, Rhinow und Berlin.

Zum Andenken Lilienthals landete am 23. Oktober 1989 eine von Heinz-Dieter Kallbach gesteuerte Iljuschin Il-62 der DDR-Fluggesellschaft Interflug auf dem unbefestigten Segelflugplatz am Gollenberg bei Stölln, unweit der Stelle von Lilienthals Absturz (siehe Iljuschin Il-62 auf dem Flugplatz Stölln/Rhinow). Die Maschine war speziell für die Landung auf der nur 850 m langen Graspiste präpariert und dient heute als Museum und Standesamt „Lady Agnes“, benannt nach der Ehefrau Otto Lilienthals. Die Maschine befindet sich im Besitz des Otto-Lilienthal-Vereins Stölln e. V., der das historische Fluggelände Lilienthals seit 1990 zu einer Denkmallandschaft ausgebaut hat. Dazu gehört auch das Lilienthal-Centrum mit Ausstellung im Stöllner Ortskern.

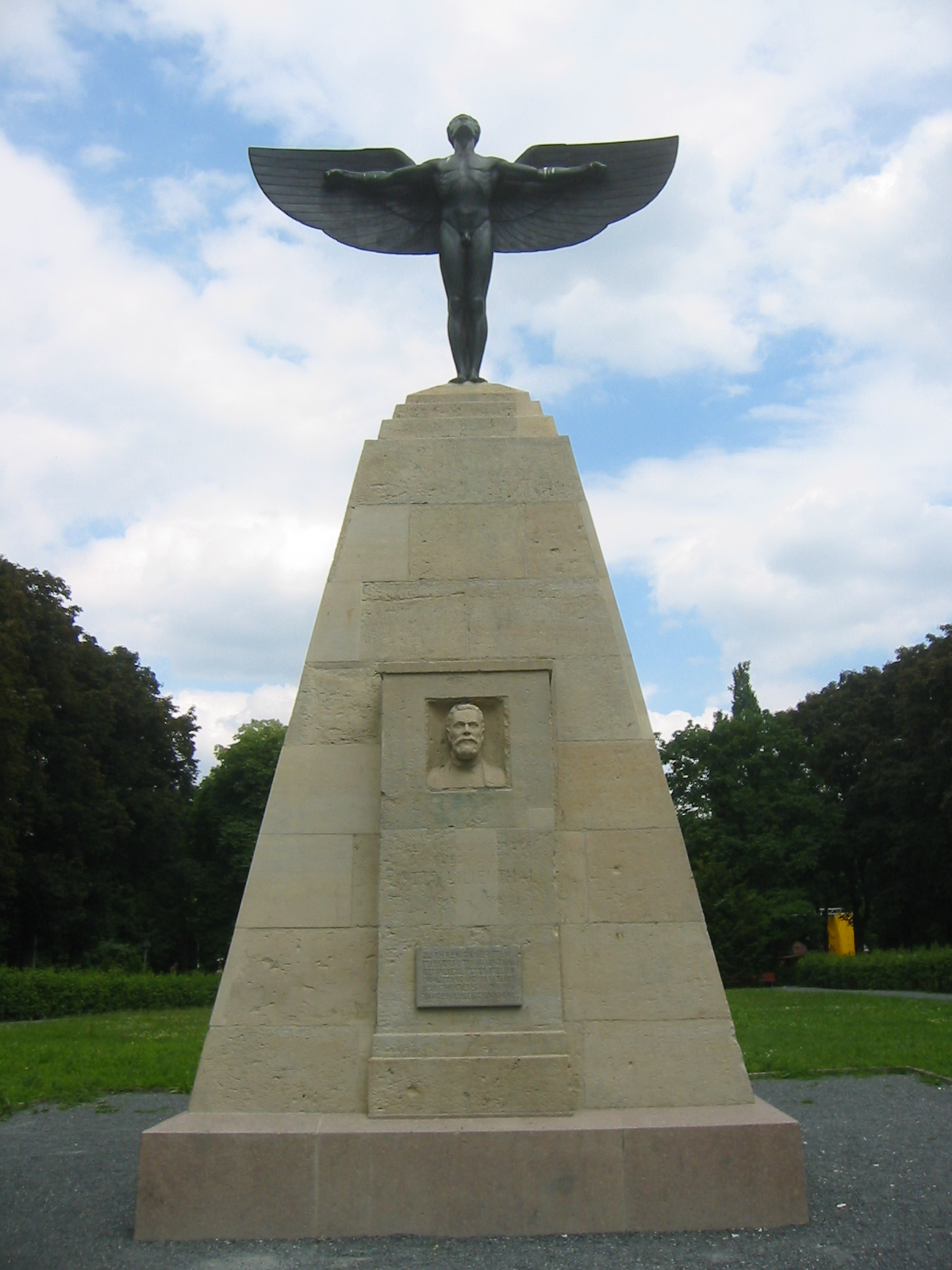
Otto-Lilienthal-Denkmal von Peter Breuer (1914), Bäkestraße 14a in Berlin (Steglitz)
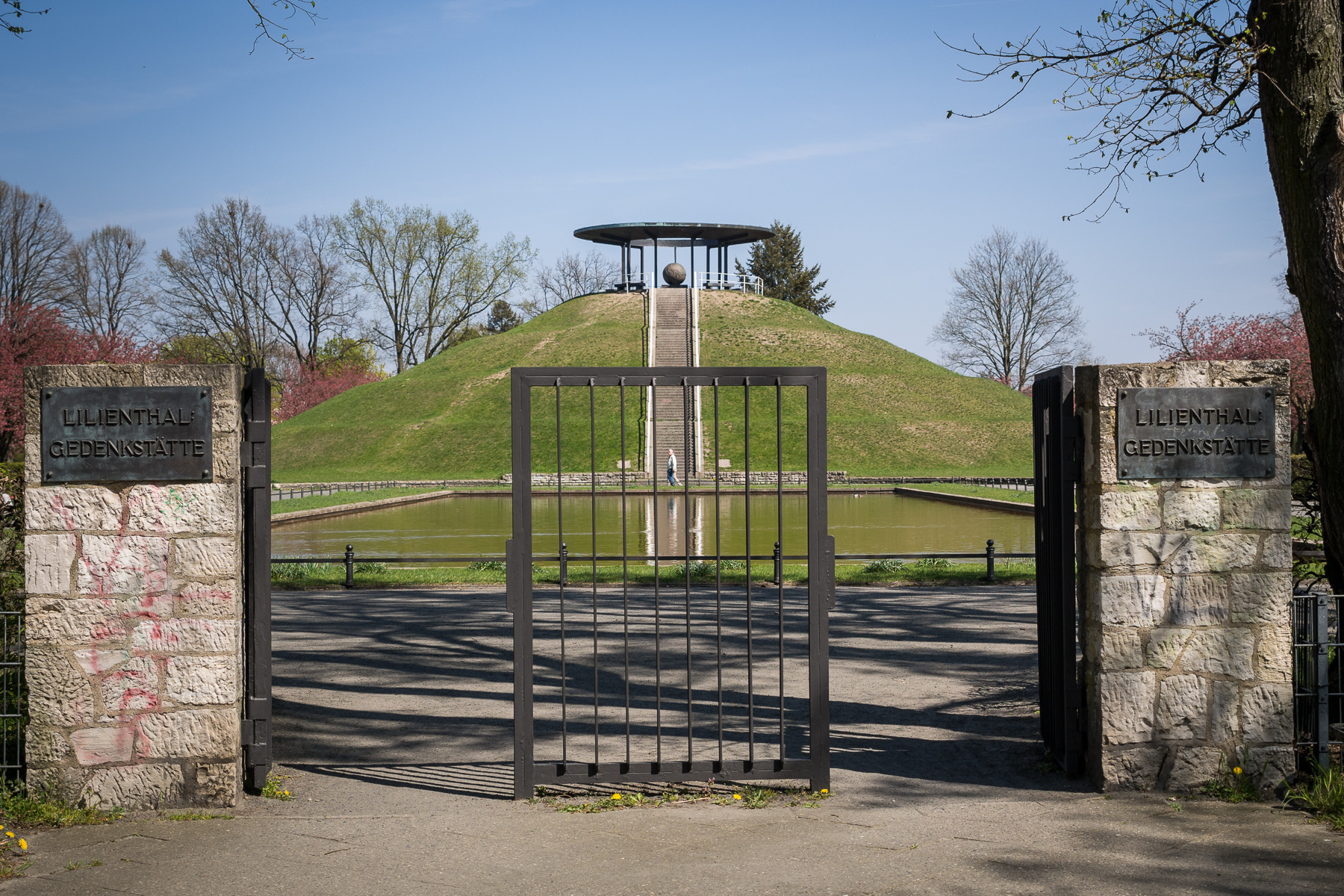
Lilienthal-Gedenkstätte in Berlin-Lichterfelde
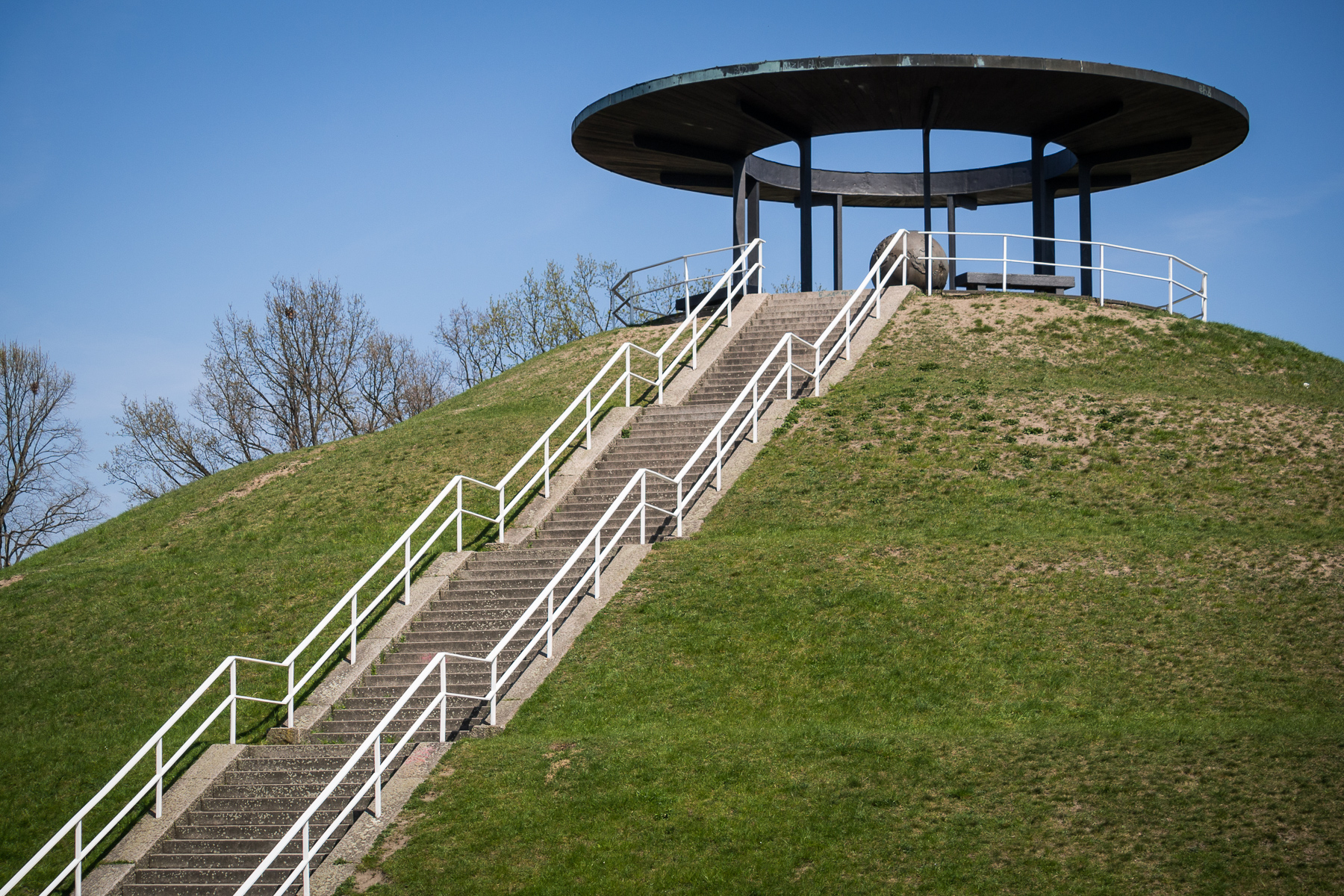
Das Denkmal auf dem Berliner Fliegeberg
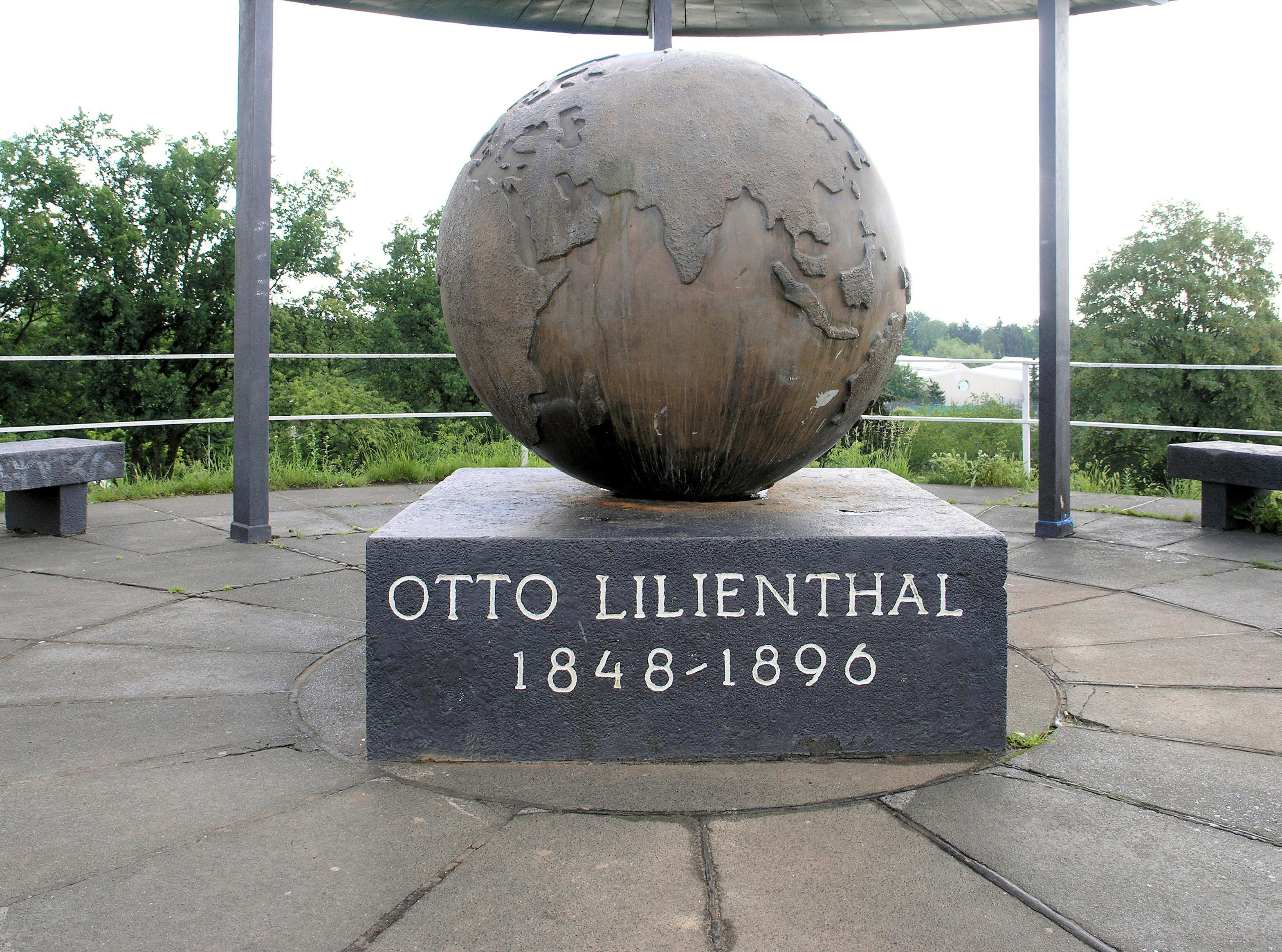
Auf dem Berliner Fliegeberg, Schütte-Lanz-Straße, Berlin-Lichterfelde
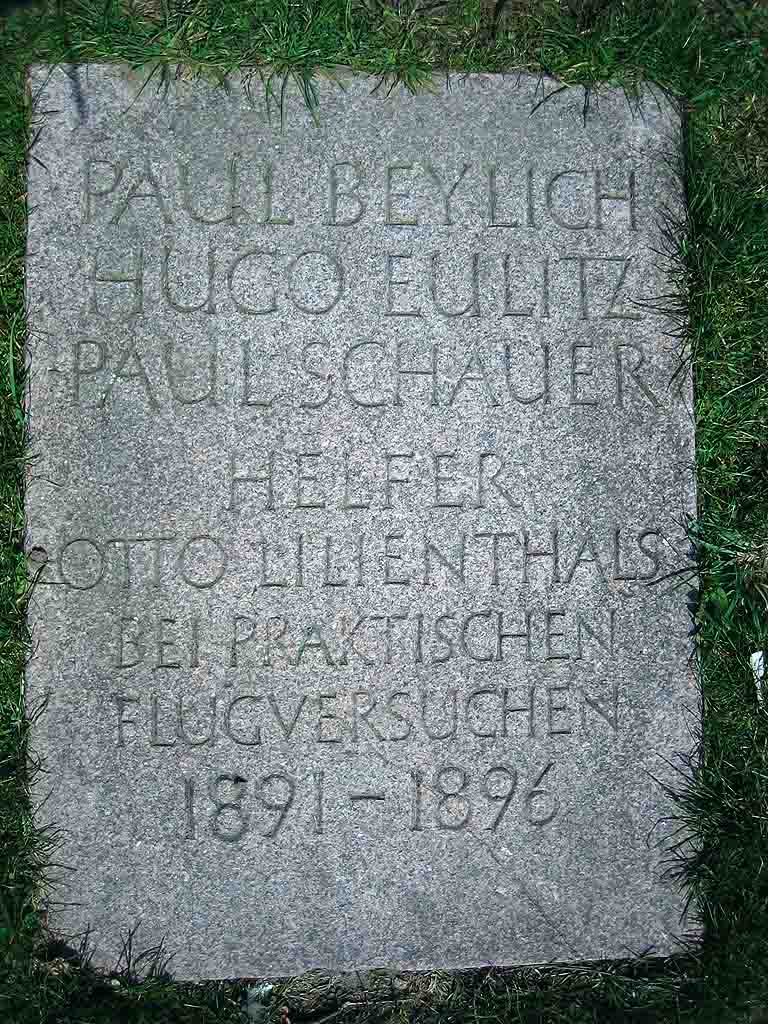
Gedenktafel am Fuße des Fliegeberges in Berlin-Lichterfelde. Aufschrift: Paul Beylich, Hugo Eulitz, Paul Schauer, Helfer Otto Lilienthals bei praktischen Flugversuchen 1891–1896
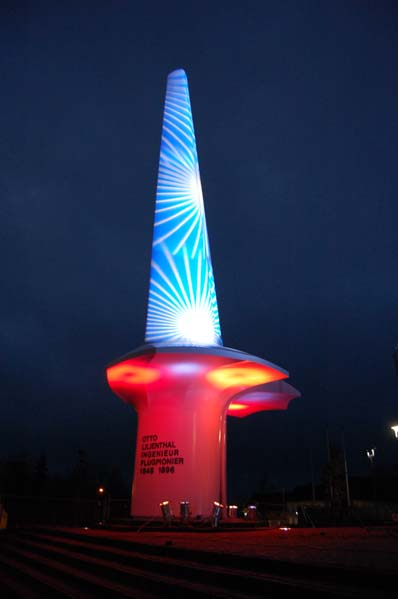
Denkmal in der Geburtsstadt Anklam
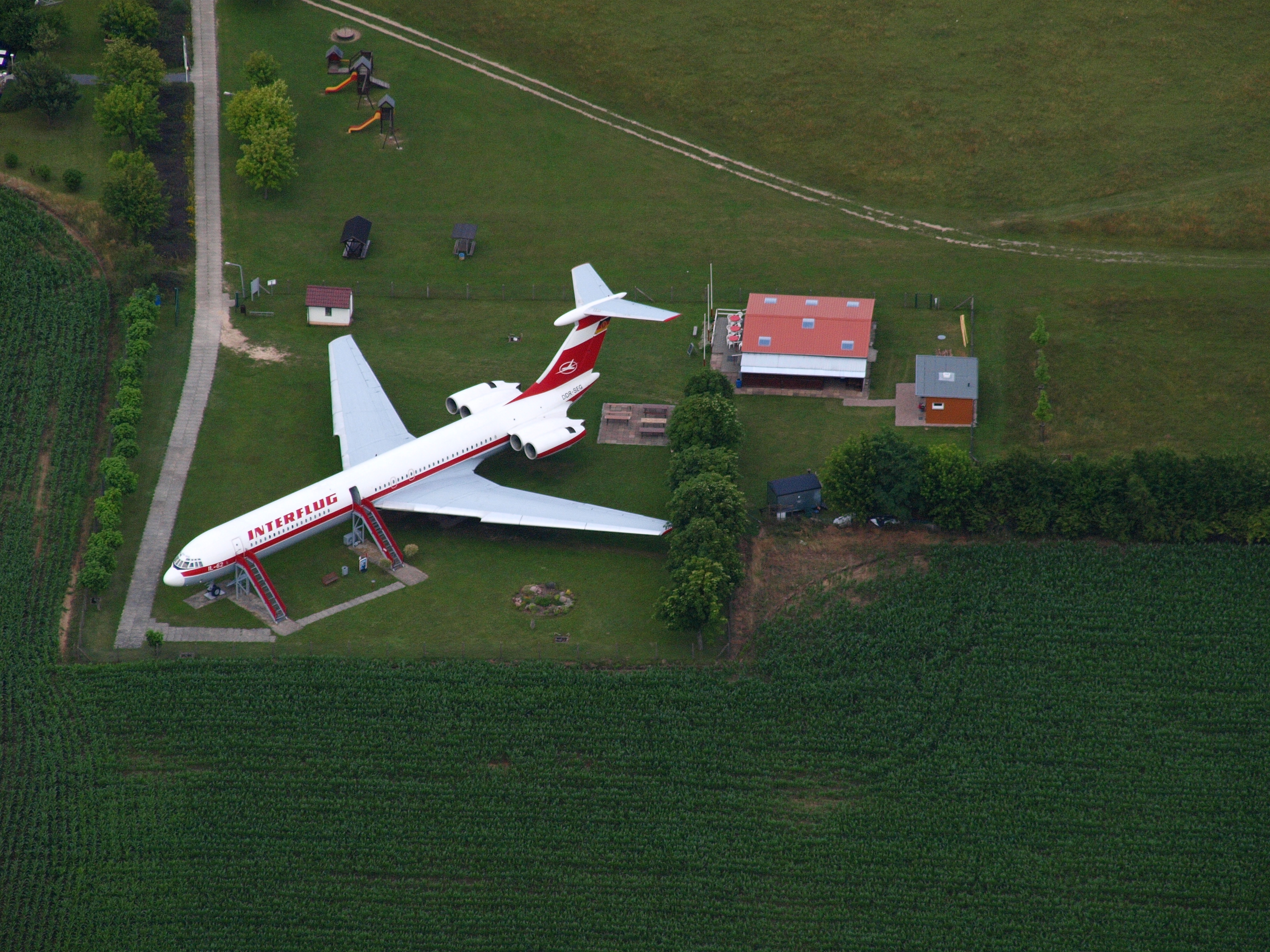
Iljuschin Il-62, Stölln Rhinow, Lady Agnes
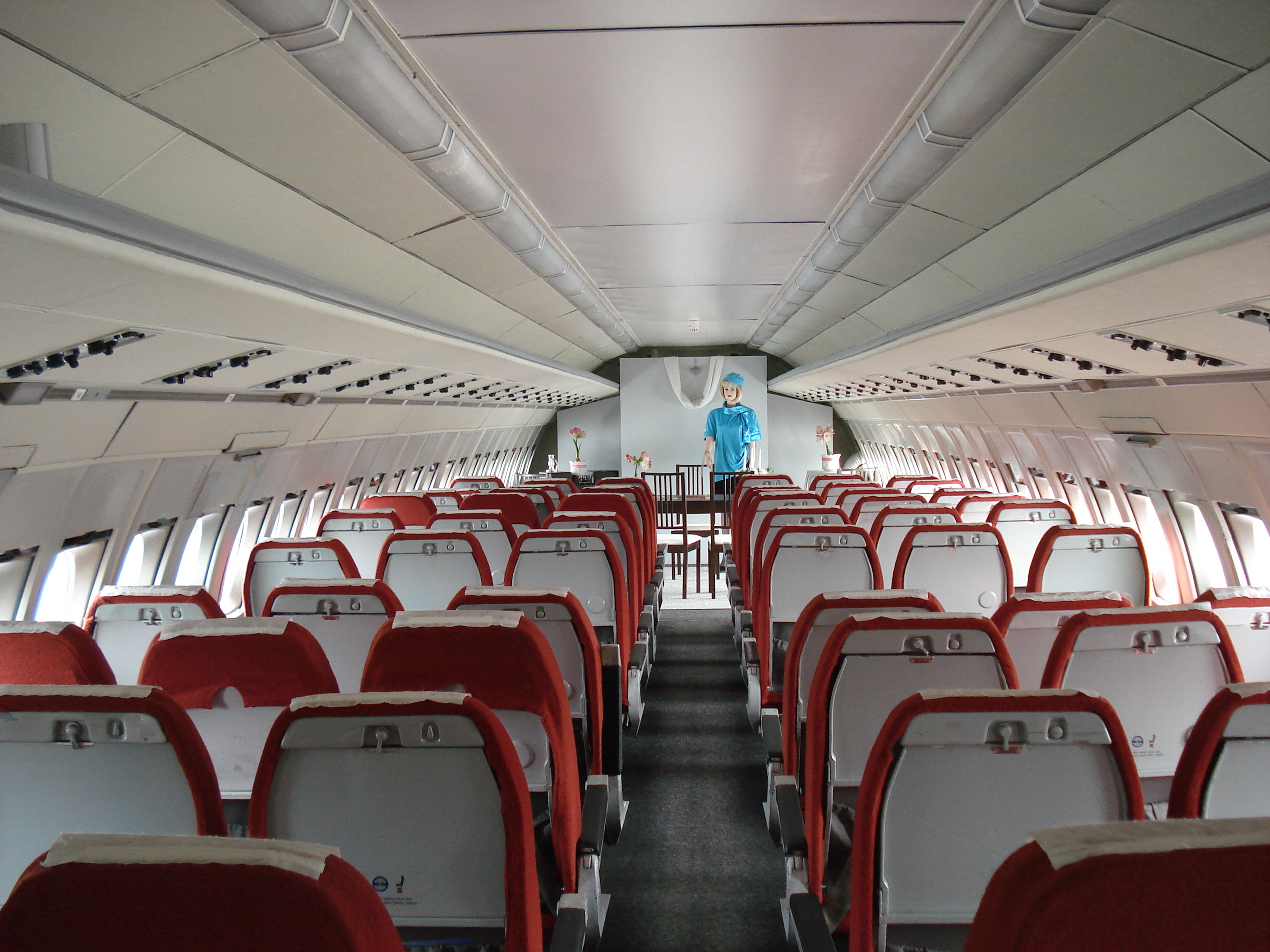
Passagierkabine der Lady Agnes
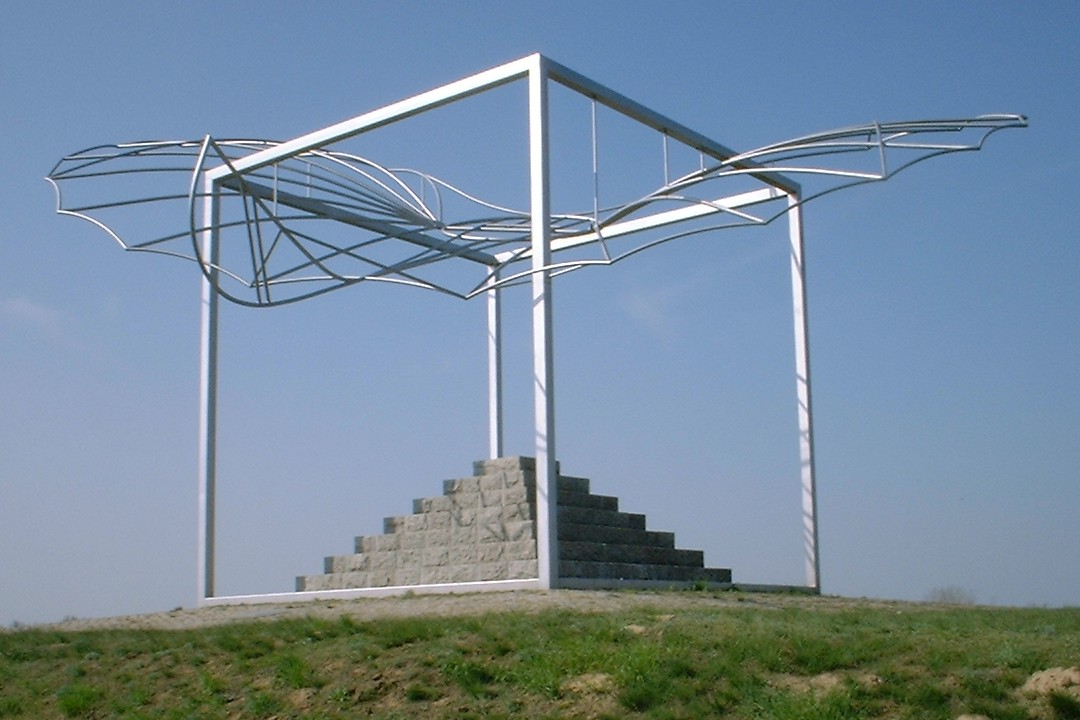
Denkmal bei Krielow/Derwitz für die ersten Flüge 1891
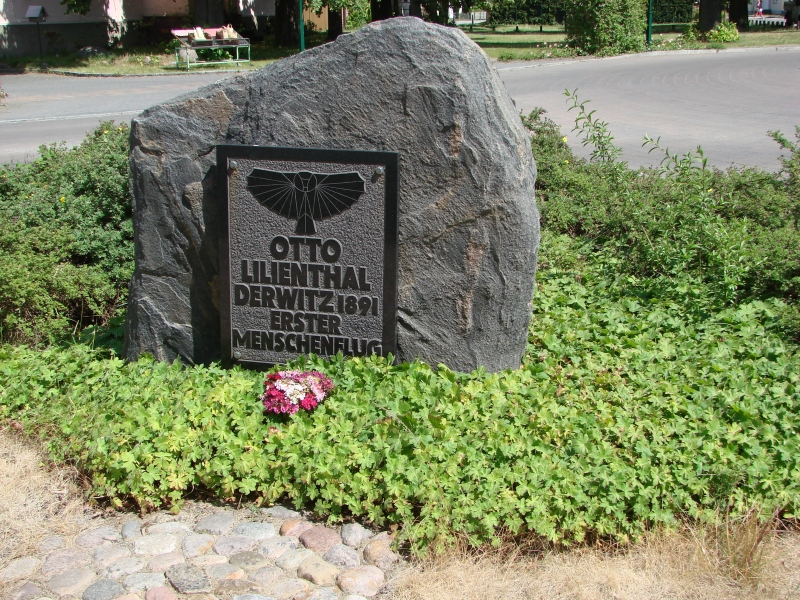
Gedenkstein in Derwitz
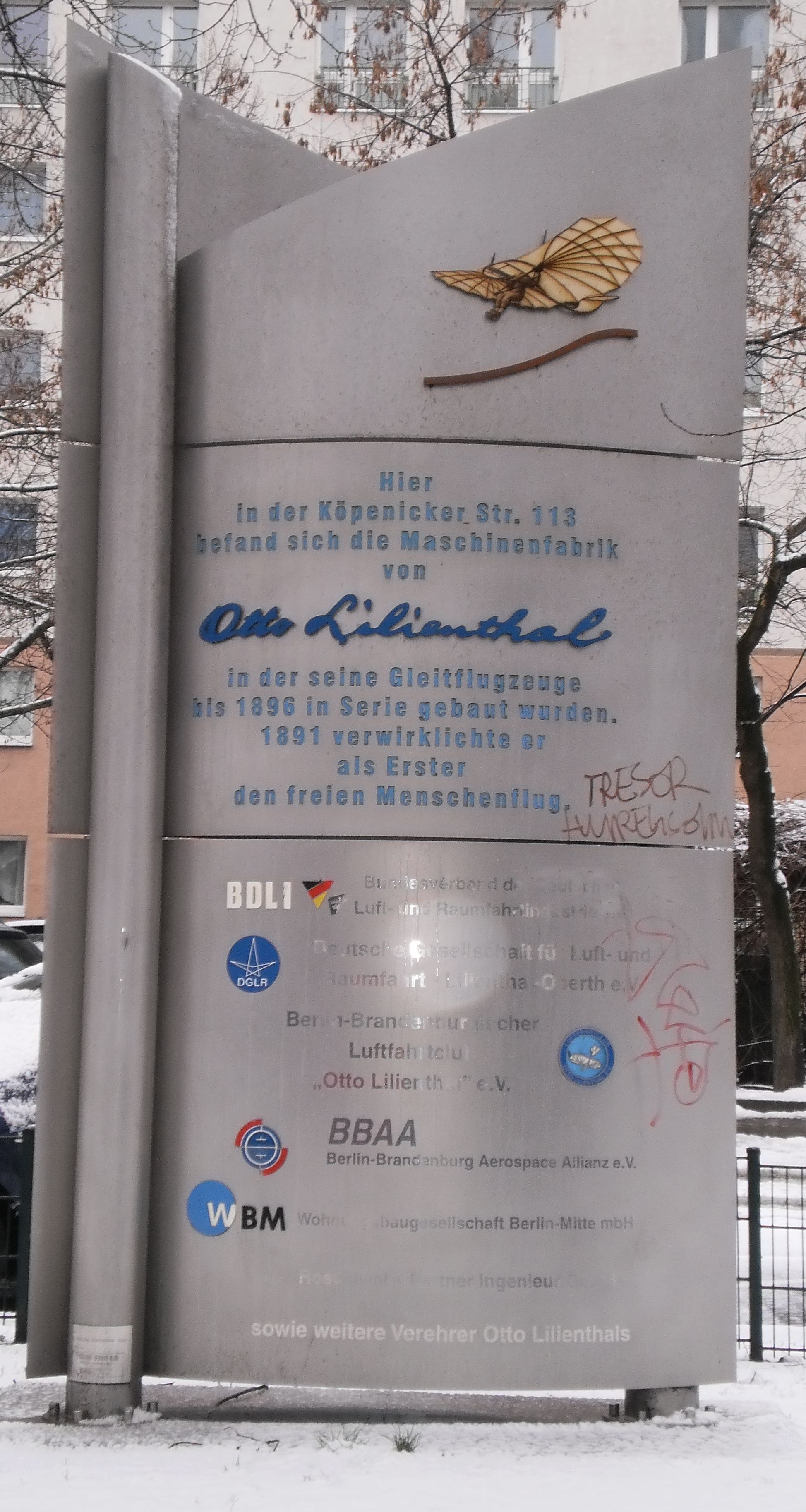
Gedenkstele, Köpenicker Straße 113 in Berlin-Mitte
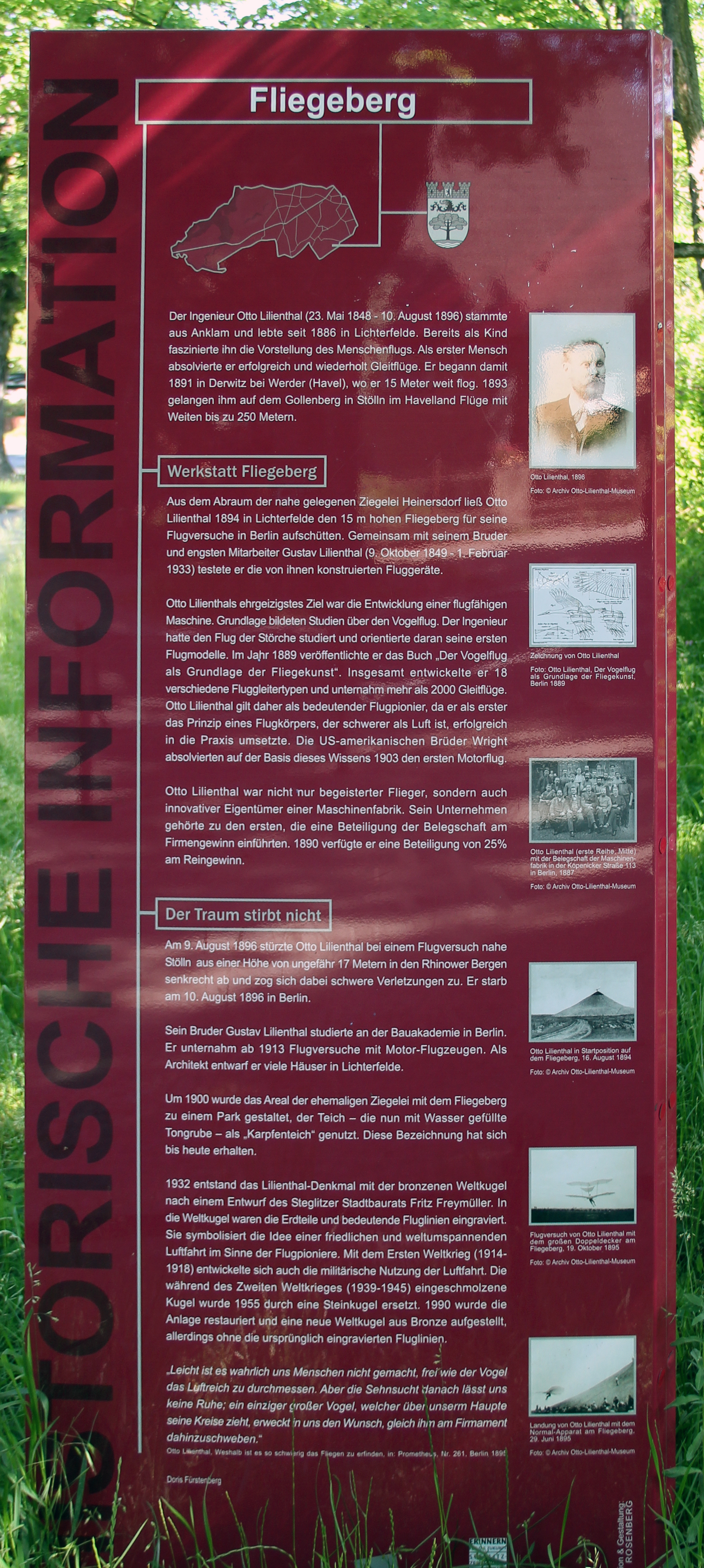
Fliegeberg, Schütte-Lanz-Straße, Berlin-Lichterfelde
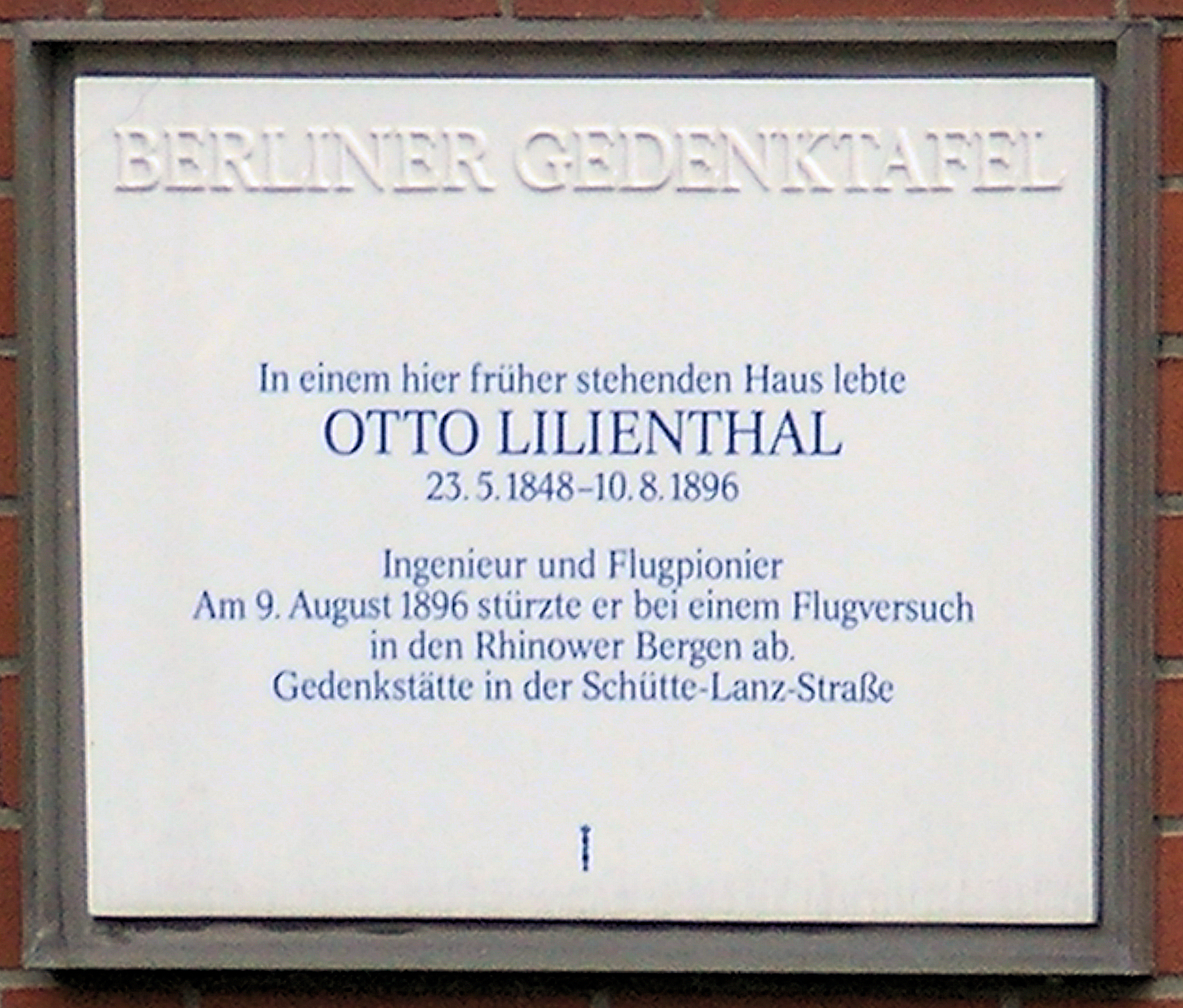
Berliner Gedenktafel am Haus Boothstraße 17, in Berlin-Lichterfelde
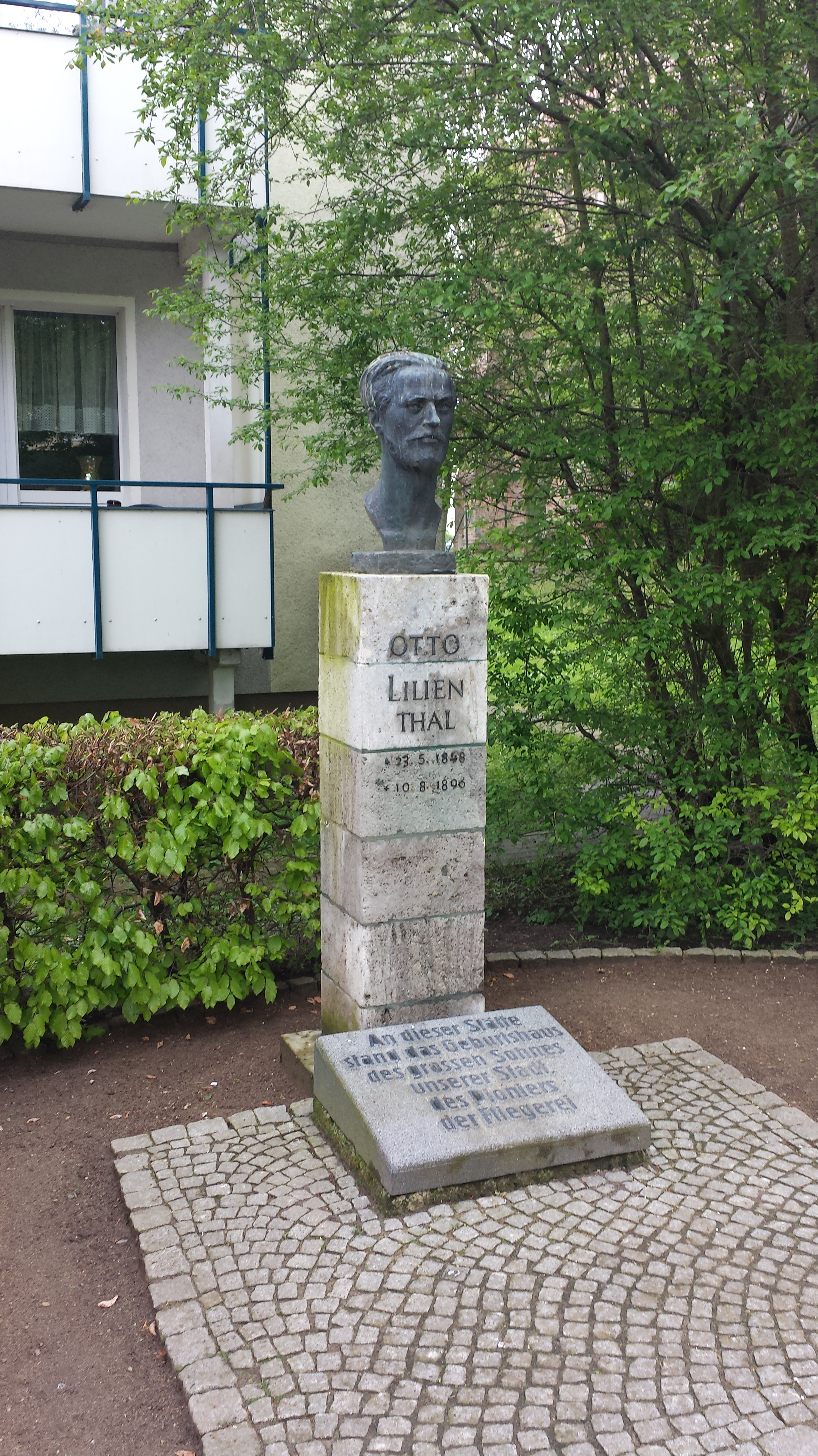
Gedenkstein in der Peenstraße in Anklam, wo sein Geburtshaus stand
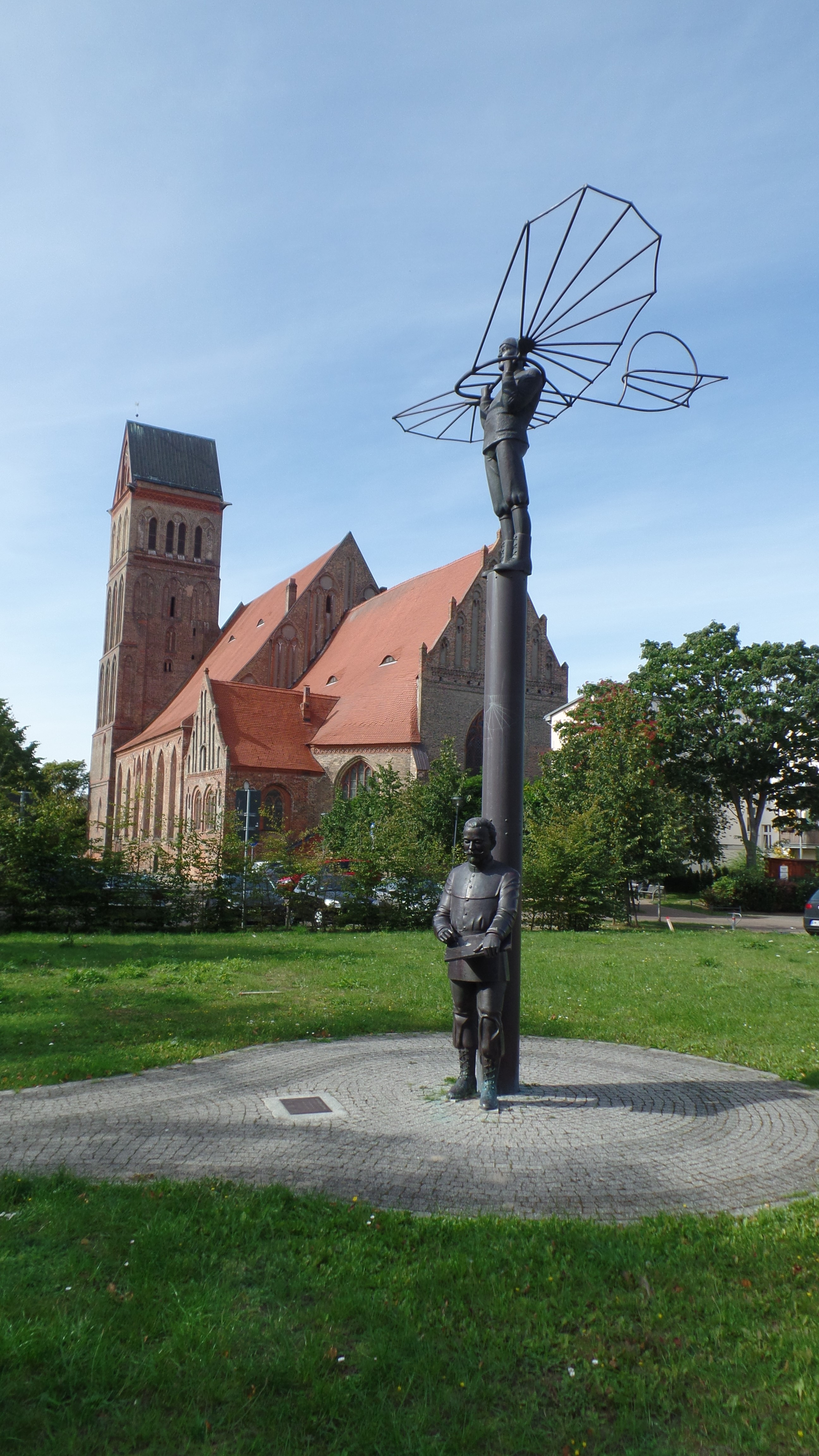
Denkmal von Eckhard Herrmann für die Brüder Lilienthal vor der Anklamer Marienkirche (wegen Hausneubau demontiert)
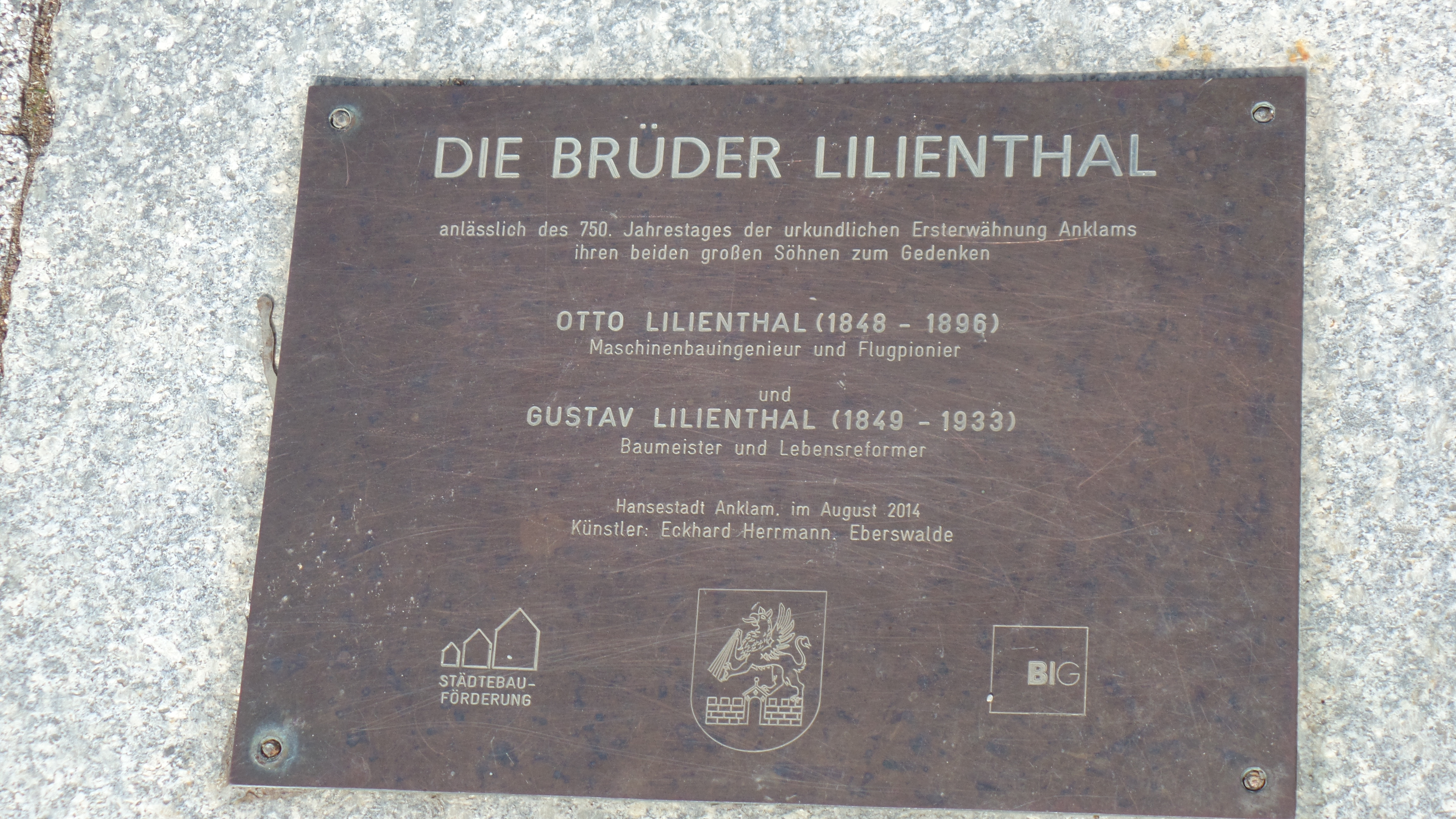
Infotafel des Lilienthal-Denkmals vor der Marienkirche
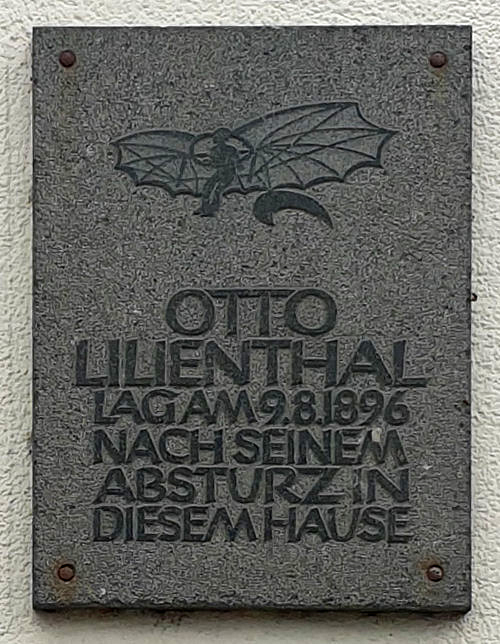
Gedenktafel in Gollenberg
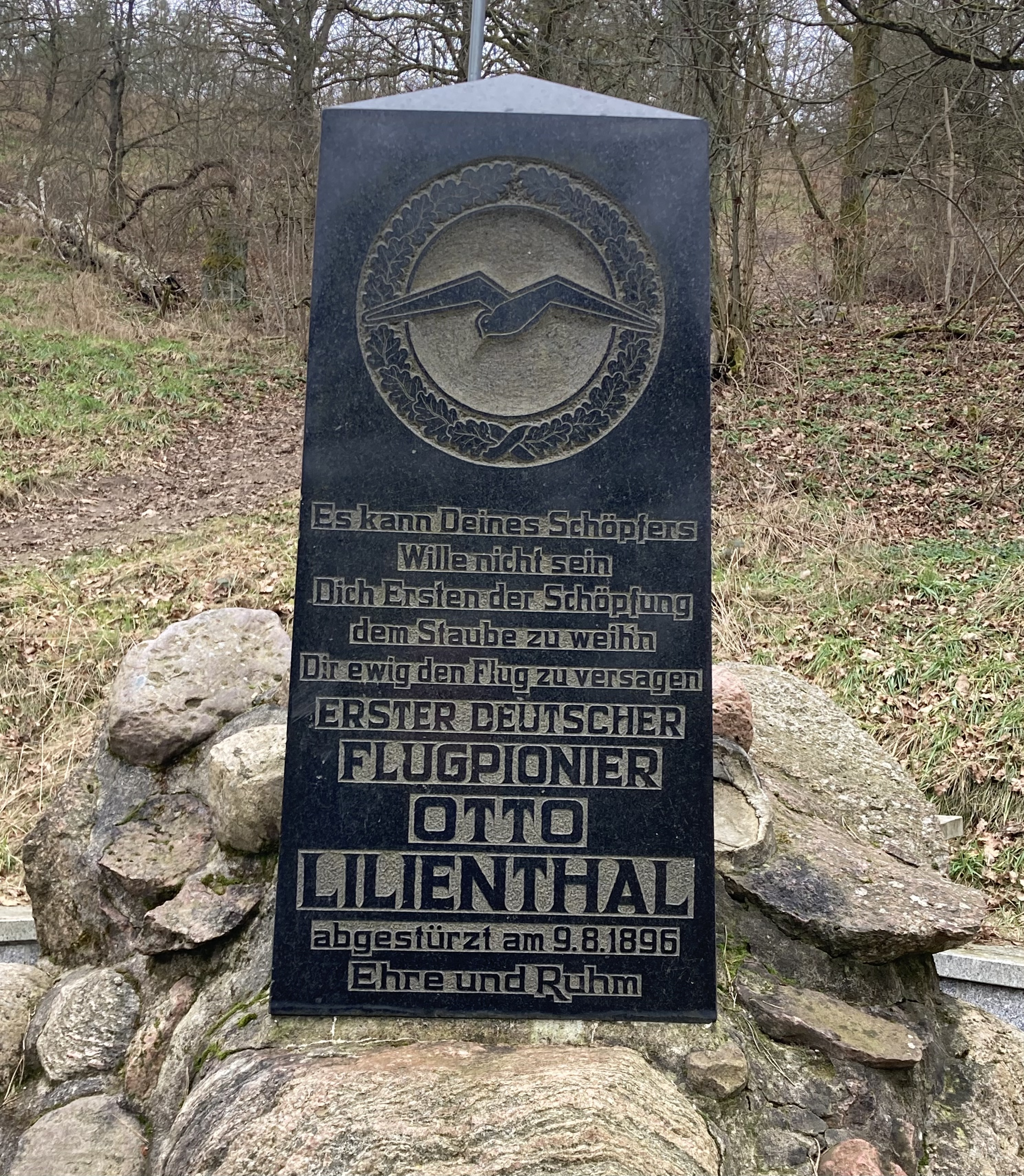
Gedenkstein an der Absturzstelle

### Weitere Ehrungen
Porträt und Flugapparate Lilienthals dienten als Würdigung der technischen Pionierleistung auf Briefmarken, Medaillen und in anderer Form in vielen Ländern als Vorlage. Häufig ist die Darstellung mit dem Ikarusmotiv verbunden.
Beispiele aus Deutschland:

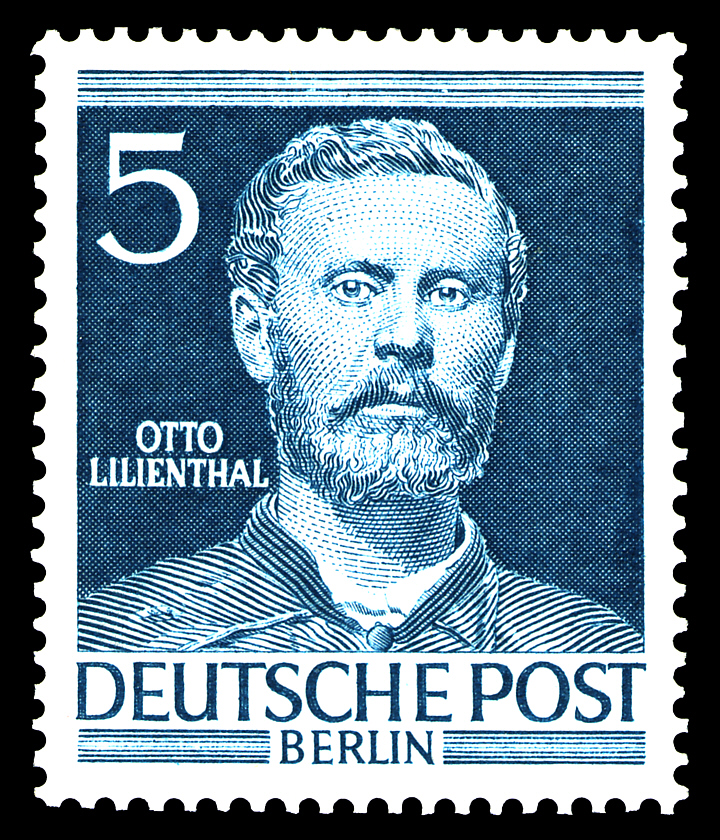
Berlin: Männer aus der Geschichte Berlins (1952)
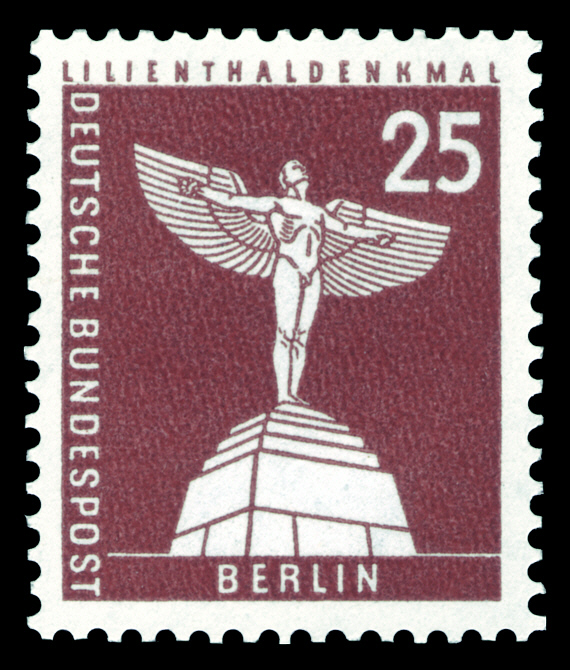
Berlin: Berliner Stadtbilder (1956)
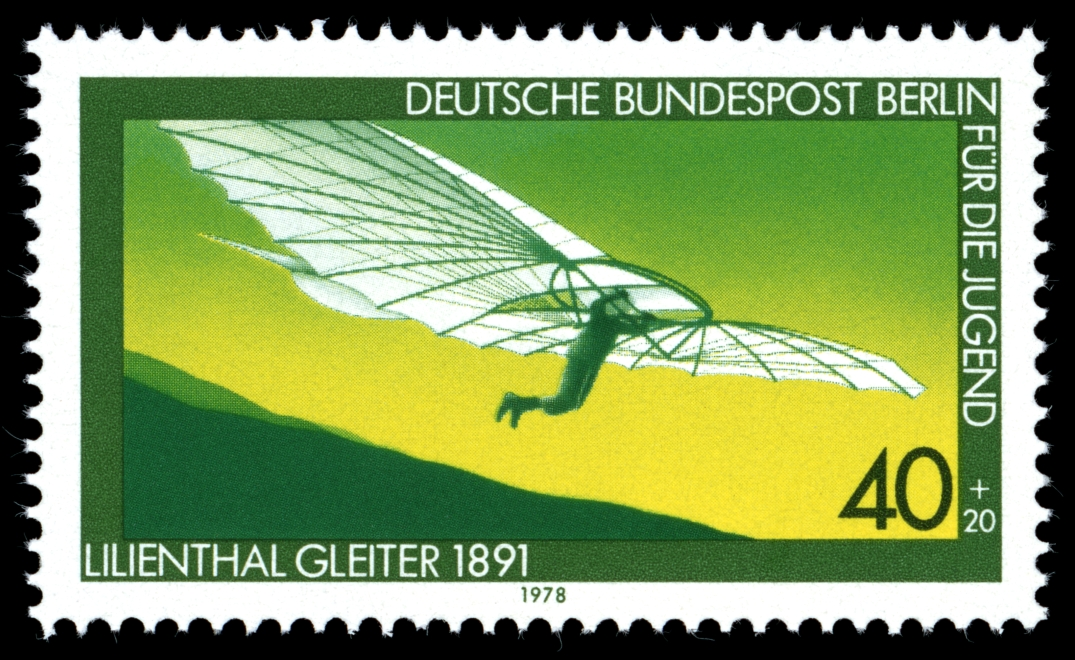
Berlin: Jugendmarke (1978)
Berlin: Berlin-Ansichten (1980)
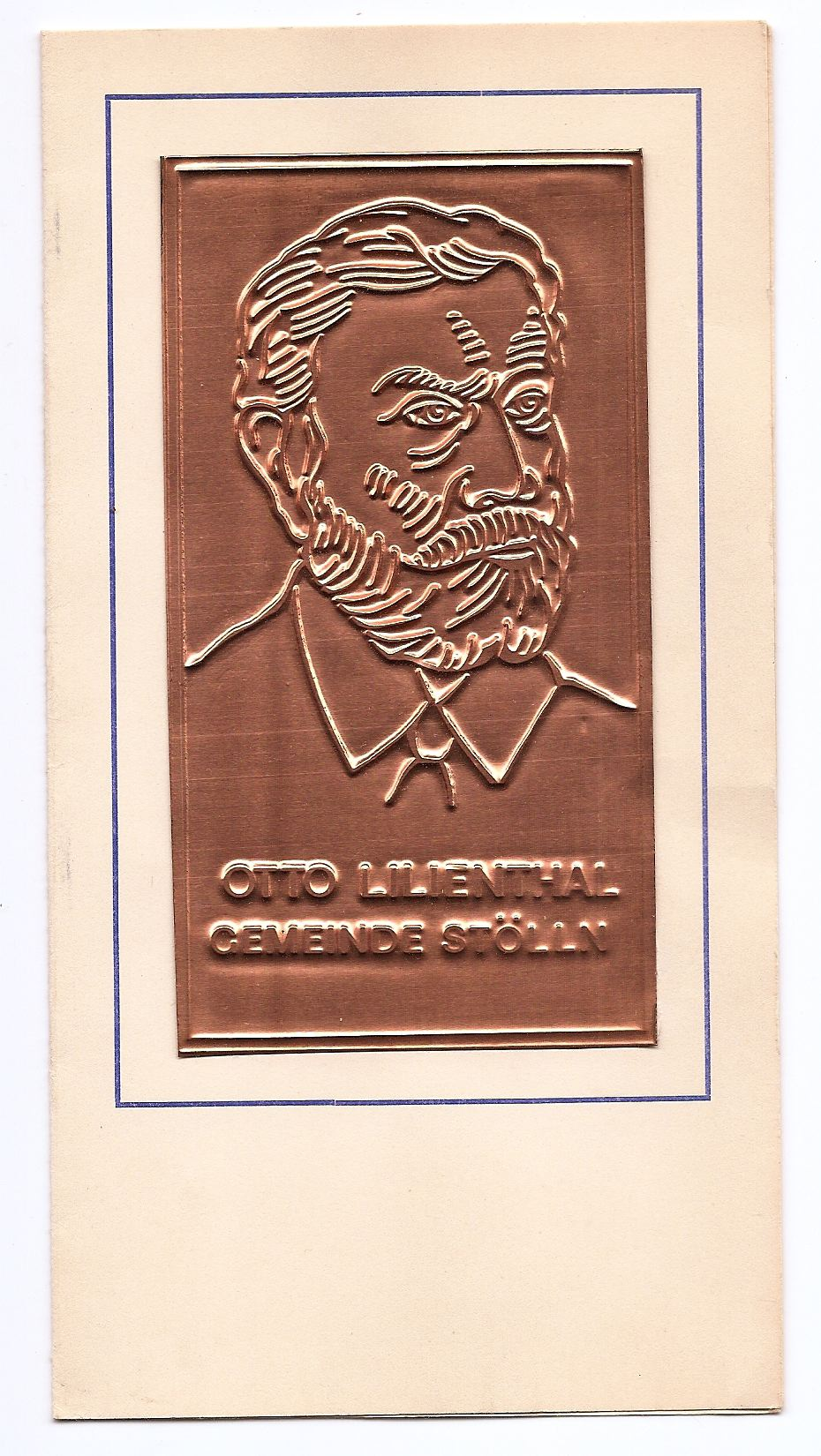
Bronze-Plakette der Gemeinde Stölln
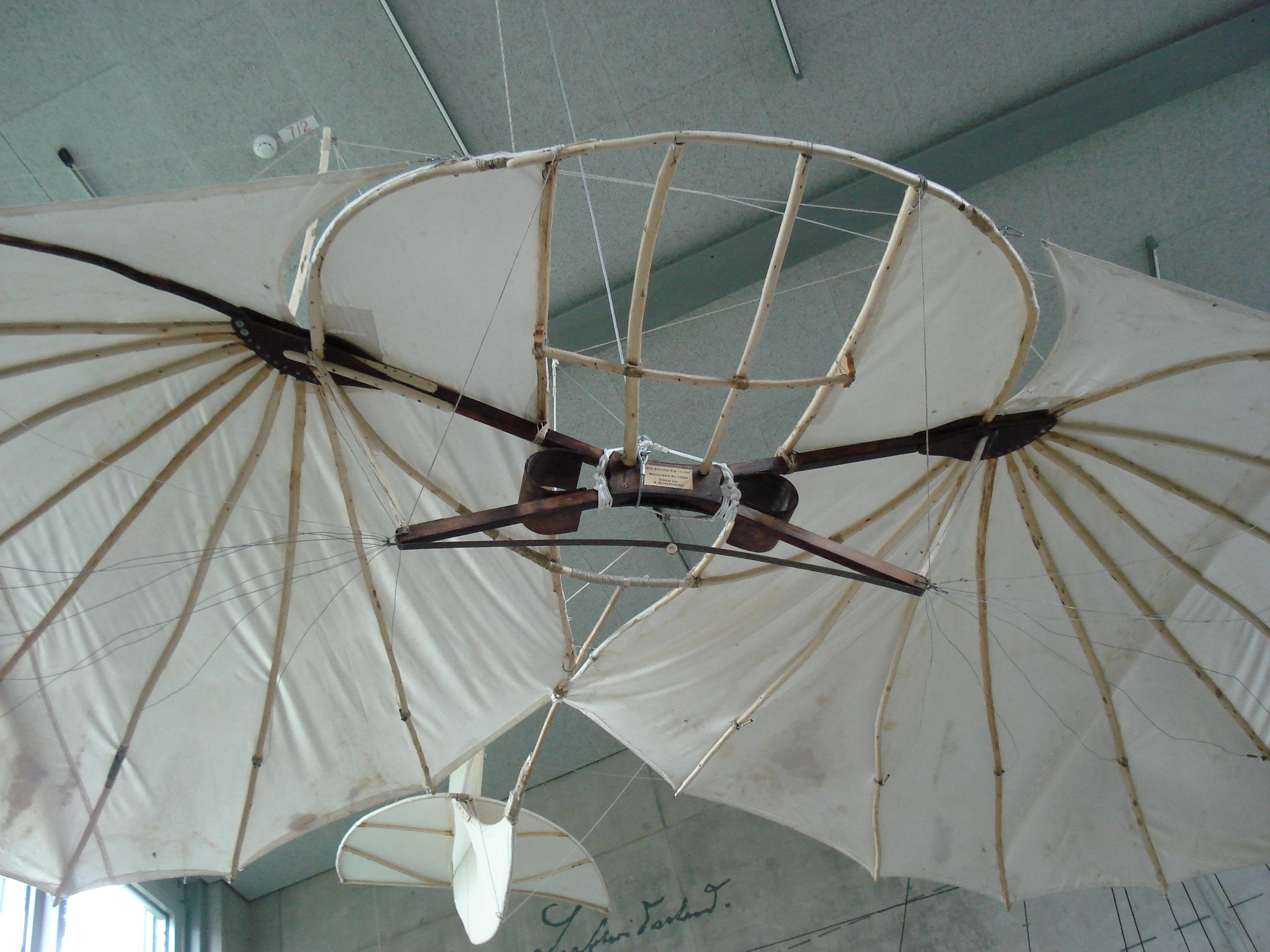
Rekonstruktion des Lilienthal-Gleiters im Lilienthal-Centrum in Stölln
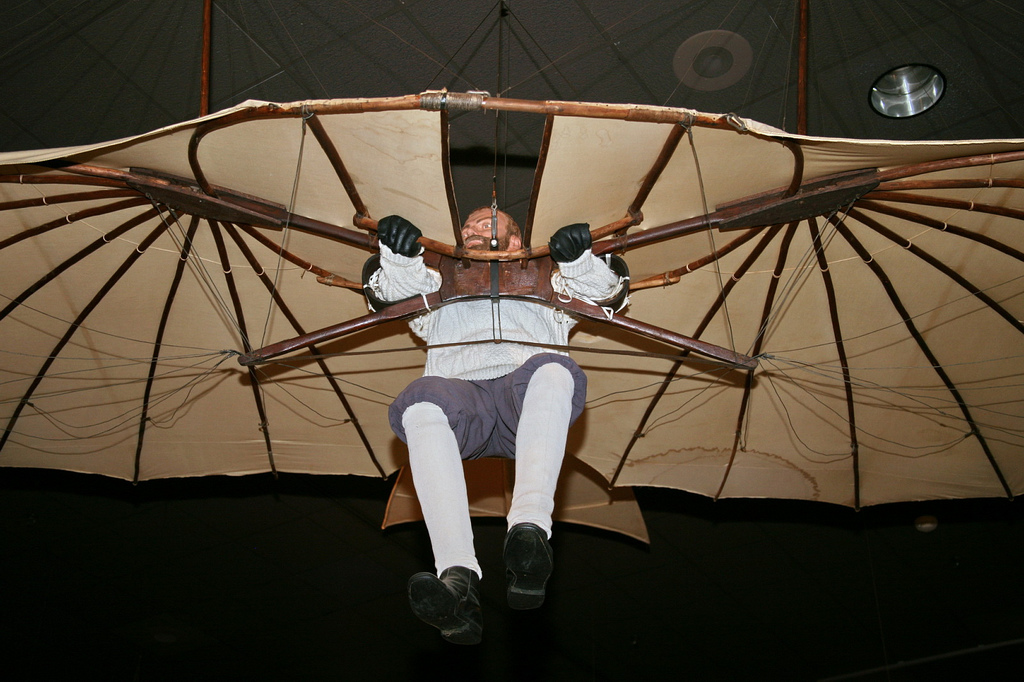
Original-Gleiter in Washington

Reinhard Mey verarbeitete die Geschichte des letzten Fluges in seinem Stück Lilienthals Traum, das 1996 auf seinem Album Leuchtfeuer erschien. Udo Jürgens widmete Lilienthal sein Lied Flieg – Flieg in die Sonne (1991) vom Album Geradeaus. Darüber hinaus wird der Absturz in dem Lied Lilienthal der Band Coppelius aus der Sicht eines Saboteurs geschildert.
Neben anderen diente Leben und Todessturz Lilienthals dem Schweizer Theatermacher Marc Brunner (Teatro Palino) als Grundlage für ein Bühnenstück (Gegenwind, 1991). Sein Lilienthal-Nachbau befindet sich heute im Verkehrshaus der Schweiz in Luzern.

### Otto Lilienthal als Namensgeber

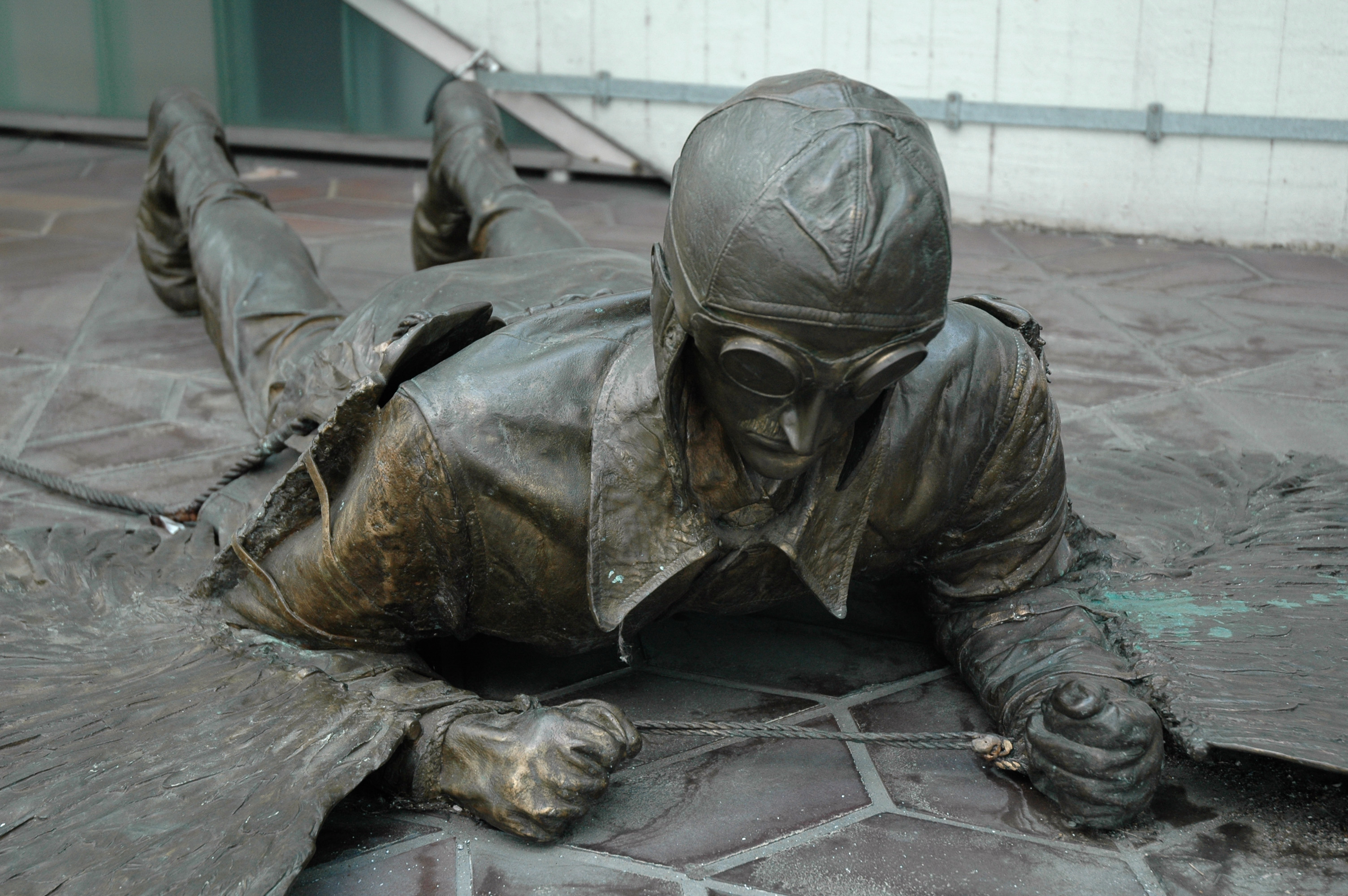
Die Skulptur Der Fall Daidalos und Ikaros von Rolf Scholz am Otto Lilienthal Flughafen in Berlin-Tegel, Versinnbildlichung des Schicksals Lilienthals. Sie befindet sich heute am Flughafen BER.

In vielen Orten sind Straßen und Plätze nach Lilienthal benannt. Mehrere Schulen sowie die Gymnasien in Anklam, Berlin-Lichterfelde und das Berufliche Schulzentrum Freital tragen seinen Namen. Gleiches gilt für den Lilienthal-Gletscher in der Antarktis.
Auch Luftfahrtvereine und Körperschaften tragen seinen Namen, darunter die traditionsreiche Deutsche Gesellschaft für Luft- und Raumfahrt – Lilienthal-Oberth e. V., ebenso die Otto-Lilienthal-Kaserne der Bundeswehr (Luftwaffe und Heeresflieger) im mittelfränkischen Roth.
Am 7. Juni 1988 erhielt der Berliner Flughafen Tegel den zusätzlichen Namen „Otto Lilienthal“. Die Deutsche Luftwaffe hat ein medizinisches Hilfsflugzeug des Typs Airbus A310 MRT nach ihm benannt. Am Airbus-Standort Hamburg-Finkenwerder hat eine der Endmontagehallen für Flugzeuge der A320-Familie den Namen „Otto-Lilienthal-Halle“. Am 14. April 2010 benannte das Deutsche Zentrum für Luft- und Raumfahrt das Forschungsflugzeug ATRA (Advanced Technology Research Aircraft) nach ihm. Im Jahr 2000 erhielt ein Asteroid den Namen (13610) Lilienthal.
Verschiedene Ehrungen werden heute mit Lilienthals Namen verbunden, darunter die Lilienthal-Medaille des internationalen Luftsportverbandes FAI, die Lilienthal-Medaille der Deutschen Gesellschaft für Luft- und Raumfahrt, das jährlich als Preis verliehene Otto-Lilienthal-Forschungssemester der Gesellschaft von Freunden des DLR e. V., der jährlich verliehene Designpreis des Landes Mecklenburg-Vorpommern, das Otto-Lilienthal-Diplom des Deutschen Aeroclubs für besondere Verdienste um den Luftsport und der Innovationspreis der Lilienthalpreis-Stiftung Berlin-Brandenburg.

## Schriften
- Otto Lilienthal: Der Vogelflug als Grundlage der Fliegekunst. Ein Beitrag zur Systematik der Flugtechnik. R. Gaertners Verlagsbuchhandlung, Berlin 1889, ISBN 3-9809023-8-2 (Digitalisat und Volltext im Deutschen Textarchiv, Digitalisat [abgerufen am 30. August 2017] Reprint der Originalausgabe, Friedland 2003).
  - Der Vogelflug als Grundlage der Fliegekunst. Mit einem Nachwort von Rainer Gerlach. Harenberg, Dortmund (= Die bibliophilen Taschenbücher. Band 360).
- Otto Lilienthal (auch unter dem Pseudonym Carl Pohle): Moderne Raubritter. Bilder aus dem Berliner Leben. Nach wahren Begebenheiten bearbeitet für die Bühne von Otto Lilienthal, Berlin 1896 (Leseprobe) und Digitalisat (Archiv Otto-Lilienthal-Museum)

## Patente
Von Lilienthal sind 25 Patente bekannt; nur vier davon haben Flugapparate zum Inhalt, wie etwa das Patent „Flugapparat“ aus dem Jahre 1893. Der Großteil betraf gefahrlose Dampfkessel und Kleindampfmaschinen. So erhielt er am 28. Juni 1883 in Österreich-Ungarn ein Patent für eine „[g]efahrlose Dampfmaschine“, die auch als „[n]euer Schlangenrohrkessel“ bezeichnet wurde.
Unter den Patenten sind jedoch auch Erfindungen seines Bruders Gustav Lilienthal, die auf Otto Lilienthal patentiert wurden. Andererseits wurden die Patente auf seine Erfindungen für den Bergbau auf den Namen seines Bruders angemeldet.